# 2022년
2022년은 토요일로 시작하는 평년이다.

## 사건

### 1월
- 1월 1일
  - 인도네시아에서 석탄 수출이 1월 31일까지 전격 금지되었다.
  - 미국에서 빌 게이츠 등이 투자하는 원자력 스타트업 등에 의한 고속으로 개발 계획에 일본 원자력 연구 개발 기구와 미쓰비시 중공업이 참가했다.
  - 대한민국 강원도 고성군에서 신원미상의 1명이 제22보병사단 철책을 넘어 월북하는 사건이 발생했다.
- 1월 2일
  - 2022년 카자흐스탄 시위: 카자흐스탄에서 대규모 반정부 시위가 일어났다.
  - 수단의 압달라 함독 총리가 사임했다.
- 1월 3일
  - 대한민국에서 방역패스의 유효기간이 적용되기 시작하였다.
  - 남아프리카 공화국에서 국회 건물이 화재로 인하여 완전히 소실되는 사건이 발생했다.
- 1월 5일
  - 조선민주주의인민공화국은 오전 8시 10분에 탄도미사일로 추정되는 물체를 내륙에서 동해상으로 발사했다.
  - 경부고속선 영동터널 내 철제구조물이 떨어져 KTX와 충돌하여 탈선하는 사고가 발생했다.
- 1월 6일
  - 경기도 평택시 냉동창고 신축공사현장에서 화재 사고가 발생하여 진화 중인 소방관 3명이 순직했다.
  - 집단 안보 조약 기구는 카자흐스탄 대통령의 카심 조 카심조마르트 토카예프의 요청에 따른 집단적 평화 유지군 파견을 발표하였다.
- 1월 8일 - 오스템임플란트의 자본 1,980억원을 횡령한 직원이 구속되었다.
- 1월 10일 - 대한민국에서 백화점과 할인점에서 방역패스가 시행되었다.
- 1월 11일
  - 합동참모본부는 오전 7시 27분께 북한이 내륙에서 동해상으로 탄도미사일 1발을 발사했다고 밝혔다.
  - 서훈 국가안보실장은 국가안전보장회의 상임위원회 긴급 회의를 소집했다.
- 1월 13일 - 인도 서벵골주에서 열차에 있는 기관사가 졸음운전을 하다 최소 9명이 숨지고 50여 명이 다친 사고가 발생하였다.
- 1월 15일 - 2022년 훙가통가 해저화산 분화: 통가 하파이 제도 근처의 해저 화산이 폭발했다.
- 1월 17일
  - 문재인 대통령과 아랍에미리트 무함마드 빈 자이드 알 나하얀 아부다비 왕세제의 정상회담이 예정되어 있었고 돌연 취소되었다.
  - 한국형 천궁미사일이 아랍에미리트에서 사상 최고액인 4조원의 수출 계약이 성사되었다.
- 1월 20일 - 대한민국에서 모든 해외입국자는 일반 대중교통을 이용할 수 없고 방역교통(방역버스, 방역열차, 방역택시)을 이용하게 되었다.
- 1월 21일
  - 문재인 대통령은 조해주 중앙선거관리위원회 상임위원의 사의를 수용하였다.
  - 서울 종로구 조계사에서 종교편향 불교왜곡 근절과 한국불교 자주권 수호를 위한 전국승려대회가 개최되었다.
- 1월 22일
  - 일본 미야자키현 동부 휴가나다에서 규모 6.4의 지진이 발생했다.
  - 경기도 포천시 베어스타운 스키장에서 슬로프 정상을 향해 올라가던 리프트가 갑자기 역주행하는 사고가 발생해 45명이 부상당하고 61명이 고립되었다.
- 1월 24일
  - 이탈리아에서 대통령 선거가 실시되었다.
  - 대한민국 중앙재난안전대책본부는 국내 오미크론 변이 바이러스 감염자의 주간 검출률이 처음으로 50%를 넘어서며 우세종이 되었다고 밝혔다.
  - 미국 정부는 러시아의 우크라이나 침공이 임박했다고 판단함에 따라 우크라이나 미국대사관 직원 가족들에게 철수 명령을 내렸다.
- 1월 26일
  - 서울 강동구청 공무원이 구청 자금 115억 원을 횡령한 혐의로 경찰에 긴급 체포되었다.
  - 대한민국 정부는 러시아의 우크라이나 침공 위협이 높아짐에 따라 체류 중인 노약자, 어린이부터 먼저 귀국시키기로 했다.
  - 영국과 오스트레일리아는 자국 외교관 일부를 철수시켰다.
  - 서울서부지방법원은 국민의당 안철수 대통령 후보가 지상파 3사를 상대로 내는 이재명 - 윤석열 양자 토론 방송 금지 가처분 신청을 인용하였다.
- 1월 27일
  - 대한민국에서 중대재해처벌법이 시행되었다.
  - 대법원은 김은경 전 환경부장관에게 징역 2년형을, 신미숙 전 대통령비서실 균형인사비서관에게 징역 1년에 집행유예 3년을 선고한 원심을 확정하였다.
- 1월 28일 - 타지키스탄과 키르기스스탄 국경 지역에서  군인들 간에 교전이 벌어져 양측에서 17명이 부상당하는 사건이 발생하였다.
- 1월 29일
  - 경기도 양주시의 삼표산업 석재 채취장에서 토사 붕괴 사고로 작업자 2명이 사망하고 1명이 실종되는 사건이 발생하였다.
  - 이탈리아 대통령 선거에서 세르조 마타렐라 대통령이 재선되었다.

### 2월
- 2월 2일
  - 2021~2022년 러시아-우크라이나 위기: 러시아 무장단체가 무인항공기로 우크라이나군 진지를 공격해 우크라이나군 2명의 부상자가 발생하였다.
  - 미국 국방부는 루마니아, 폴란드, 독일로 추가 병력 배치한다고 공식 발표했다.
- 2월 3일 - 더불어민주당 이재명, 국민의힘 윤석열, 국민의당 안철수, 정의당 심상정 후보가 참석한 첫번째 4자 TV토론이 진행되었다.
- 2월 6일 - 엘리자베스 2세 여왕 즉위 70주년.
- 2월 11일
  - 대한민국 전남 여수산단 여천NCC 공단에서 열교환기 테스트 중 폭발사고로 8명의 사상자가 발생했다.
  - 대한민국 외교부는 우크라이나 전 지역 여행금지 4단계로 발령했다.
- 2월 12일
  - 미국에서 우크라이나에 있는 대사관을 철수시켰다. 그리고 러시아의 우크라이나 침공 시점을 2월 16일로 제시했다.
  - 대한민국에서 더불어민주당 이재명, 국민의힘 윤석열, 국민의당 안철수, 정의당 심상정 후보가 참석한 2번째 비공식 4자 TV토론이 진행되었다.
- 2월 13일
  - 대한민국 외교부가 우크라이나 전 지역을 여행금지국가로 지정하였다.
  - 대한민국 제20대 대통령 선거 후보등록이 시작되었으며, 당일 6시까지 총 11명이 입후보하였다.
- 2월 14일
  - 2021~2022년 러시아-우크라이나 위기: 미국 대통령 조 바이든과 러시아 대통령 블라디미르 푸틴이 전화 통화로 중재시키려 했지만 성과 없이 협상에 실패하였다.
- 2월 18일 - 서유럽과 북유럽에 시속 190km가 넘어가는 겨울 태풍 유니스가 상륙하여 최소 13명이 사망했다.
- 2월 21일
  - 2021~2022년 러시아-우크라이나 위기: 미국 정보당국이 러시아의 군 지휘관들이 우크라이나 침공을 계속 진행하라는 지시를 받았다는 정보를 입수했다.
- 2월 22일
  - 2021~2022년 러시아-우크라이나 위기
    - 블라디미르 푸틴 러시아 대통령이 러시아 평화유지군을 우크라이나 동부 돈바스 지역에 진입할 것을 명령했다.
    - 미국 연방 정부는 러시아군이 우크라이나 침공시 살해 대상 명단 작성 사실을 유엔을 통해 밝혔다.
    - 대한민국 국토교통부는 우크라이나에서 일하던 한국인 건설근로자 4명 전원 대피조치했다고 밝혔다.
    - 도네츠크 국제공항에 큰 폭발이 발생하여 일부 건물이 소실되었다.
- 2월 24일
  - 2021~2022년 러시아-우크라이나 위기
    - 우크라이나 의회는 비상사태 선포를 승인하였다.
    - 블라디미르 푸틴 러시아 대통령이 우크라이나 내 군사작전을 선포하였다.
- 2월 25일
  - 중화인민공화국 전투기 9대가 중화민국 방공식별구역에 진입하는 사건이 발생하였다.
  - 2021~2022년 러시아-우크라이나 위기
    - 어나니머스가 러시아에 사이버 전쟁을 선포하였다.
    - 러시아군과 우크라이나군이 키이우 북부지역에서 충돌했다.
- 2월 27일
  - 러시아-우크라이나 전쟁
    - 러시아가 핵무기 협정 탈퇴로 대응할 것이라 경고했다.
- 2월 28일
  - 러시아-우크라이나 전쟁
    - 블라디미르 푸틴 러시아 대통령이 우크라이나 침공으로 서방의 경제 제재가 최고조에 달하자 핵무기 운용부대 특별 전투임무 돌입을 명령했다.
    - 에스토니아는 러시아 입국인에 대한 비자 발급 제한을 고려할 것이라고 밝혔다.
    - 러시아 국방부는 핵전력 강화 태세에 돌입했다.

### 3월
- 3월 1일 - 대한민국에서 방역패스가 중단되었다.
- 3월 2일
  - 김동연 새로운물결 대선후보가 이재명 더불어민주당 대선후보와 단일화에 합의하고 대통령 선거 후보직을 사퇴하였다.
  - 러시아-우크라이나 전쟁
    - 폴란드 동부전선에서 위치한 기갑, 방공, 산악병 부대가 훈련에 돌입했다.
- 3월 3일 - 안철수 국민의당 대선후보가 윤석열 국민의힘 대선후보와 단일화에 합의하고 대통령 선거 후보직을 사퇴했다.
- 3월 4일
  - 러시아-우크라이나 전쟁
    - 러시아인들이 계엄령이 선포되어 군에 징집될거라는 소문에 이스라엘이나 중동 등 해외로 도피하려고 잇따라 비자를 신청하였다.
- 3월 6일
  - 대한민국 제20대 대통령 선거
    - 대통령 선거와 관련해 사전투표소에서 코로나19 확진자, 격리자에 대한 '사전투표 부실관리' 논란이 온라인으로 확산되면서 사전투표가 부실하게 관리되고 있다는 정황이 목격되는 사건이 발생했다.
- 3월 7일
  - 러시아-우크라이나 전쟁
    - 스위스의 기자가 러시아군에게 PRESS라고 표시된 자신의 차에 총을 쏘고 여권, 현금 3,000유로, 노트북 및 추가 자료를 빼앗은 사건이 발생했다.
    - 러시아가 호주, 알바니아, 안도라, 영국, 유럽연합(EU), 아이슬란드, 캐나다, 리히텐슈타인, 미크로네시아, 모나코, 뉴질랜드, 노르웨이, 대한민국, 산마리노, 북마케도니아, 싱가포르, 미국, 대만, 우크라이나, 몬테네그로, 스위스, 일본을 비우호국가 및 지역으로 지정하였다.
- 3월 9일
  - 대한민국 제20대 대통령 선거가 실시되었다.
  - 러시아-우크라이나 전쟁
    - 러시아군이 우크라이나 체르노빌 원자력 발전소에서 전원이 차단하면서 사용 후 핵연료를 냉각할 수 없기 때문에 방사능 유출 가능성이 높아지게 되었다.
- 3월 10일 - 대한민국의 제20대 대통령 당선인으로 윤석열이 당선되었다.
- 3월 11일 - 러시아는 일본과 영유권 분쟁중인 쿠릴열도에서 미사일 훈련하였다.
- 3월 13일
  - 러시아-우크라이나 전쟁
    - 우크라이나에서 뉴욕 타임즈 기자 1명이 사망하고 1명이 부상당하는 사고가 발생했다.
- 3월 14일
  - 2022년 울진-삼척 산불: 213시간 43분 만에 산불의 주불이 진화되었다.
  - 러시아-우크라이나 전쟁
    - 러시아군이 무기를 지원하는 중립국 차량, 선박에 대해서도 공격을 하겠다고 선언했다.
    - 우크라이나 남부 오데사에 러시아 해군의 상륙이 임박했다.
- 3월 15일
  - 러시아-우크라이나 전쟁
    - 안토니우 구테흐스 유엔 사무총장이 우크라이나를 침공한 핵무기 운용부대의 경계 태세 강화 움직임이 나타나고 있다며 언급을 하였다.
    - 러시아군이 병원을 점령한 후 병원 의사들과,직원,환자,시민들을 상대로 인질극을 벌이고 있으며. 우크라이나군 방향을 향해 사격을 가해 반격을 유도하고 있다.
- 3월 16일 - 일본 후쿠시마 앞바다에서 규모 7.3의 지진이 발생하였다. → 2022년 후쿠시마현 해역 지진
- 3월 21일
  - 대한민국 국가정보원·대한민국 국방부·대한민국 과학기술정보통신부 3개 부서가 사이버보안경계태세를 관심에서 주의 단계로 격상시켰다.
  - 중국동방항공 5735편 여객기가 광시 좡족 자치구 우저우시 텅현의 산악지대에 추락했다.
- 3월 24일 - 북한이 ICBM 발사 유예 조치를 파기하고 4년 4개월 만에 대륙간 탄도 미사일 화성-17을 발사했다.
- 3월 28일
  - 에디슨모터스의 쌍용자동차 인수가 무산되었다.
  - 대한민국에서 윤석열 대통령 당선인이 당선 이후로는 처음으로 문재인 대통령과 만났다.

### 4월
- 4월 1일 - 카페, 음식점, 식당에서 일회용 플라스틱컵 사용금지가 되었다.
- 4월 7일
  - 조국의 딸 조민이 고려대학교 입학이 결국 취소되었다. 작년 4월 8일 교육부에 조민의 입학취소 여부 결정을 위한 조사를 해달라는 요청을 담은 문서를 제출한 지 364일 만이다.
  - 러시아-우크라이나 전쟁
    - 유엔 인권이사회는 러시아가 우크라이나에서 벌어진 민간인 학살에 대한 책임을 물어 이사회 자격에서 퇴출시켰다.
- 4월 9일~4월 24일 - 2022년 프랑스 대통령 선거가 치러졌다.
- 4월 12일 - 스리랑카가 IMF의 구제금융이 결정될 때까지 510억 달러에 달하는 대외부채 상환을 잠정 중단한다고 밝혔다.
- 4월 13일
  - 윤석열 정부의 1번째 법무부장관으로 한동훈이 지명되었다.
  - 스리랑카가 채무를 갚지 못해 디폴트(채무불이행)를 선언하며 IMF 구제금융을 신청했다.
- 4월 14일 - 안철수 대통령직인수위원장이 모든 일정을 취소하였다.
- 4월 15일 - 타이타닉호 침몰 110주기.
- 4월 16일 - 세월호 침몰 사고 8주기.
- 4월 18일 - 코로나 19 사회적 거리두기 정책이 2년 2개월 만에 전면 해제되었다. 다만, 마스크 착용은 당분간 유지된다.
- 4월 19일 - 4.19혁명 62주년.
- 4월 23일 - 일본 홋카이도 시레토코반도 해상에서 시레토코 유람선 침몰 사고가 발생하였다.
- 4월 24일 - 2022년 프랑스 대통령 선거에서 에마뉘엘 마크롱이 재선에 성공하였다.
- 4월 25일 - 대한민국에서 검찰 수사권 완전 박탈에 대해 박병석 의장의 중재안에 합의했던 국민의힘이 합의안을 파기하고 재검토하기로 결정하였다.
- 4월 26일
  - 핀란드와 스웨덴이 NATO에 가입 신청하기로 결정하였다.
  - 일론 머스크가 트위터를 55조원에 인수하기로 결정하였다.
- 4월 28일 - 몬테네그로 의회는 즈드라브코 크리보카피치 정부에 대한 불신임안에 따라 드리탄 아바조비치 주지사를 총리로 하는 새 정부를 선출되었다.

### 5월
- 5월 2일
  - 코로나19 범유행 시기 대한민국 기준 밀집도가 낮아지는 실외에서 마스크 착용의무가 해제되었다. 실내의 마스크 착용의무는 당분간 유지된다.
  - 대한민국에서 대통령직인수위원회가 110가지 국정과제를 발표하였고 여성가족부 폐지는 제외하였다.
  - 대한민국에서 국회 본회의에서 통과된 '검수완박' 법안이 국무회의에서 통과되면서 마무리되었다.
- 5월 6일
  - 영국 런던에서 첫 원숭이두창 바이러스 사례가 보고되면서 원숭이두창 유행이 시작되었다.[1]
- 5월 9일
  - 대한민국 제19대 대통령 문재인의 임기가 종료되었다.
  - 2022년 필리핀 대통령 선거가 치러졌다.
- 5월 10일
  - 대한민국 제20대 대통령 윤석열의 임기가 시작되었다.
  - 대통령 집무실 관저가 이전하였고 청와대가 공원화되어 민간에 개방되었다.
- 5월 12일 - 암호화폐 LUNA가 99% 이상 폭락하여 시가총액 30조원 이상이 증발하였다.
- 5월 23일 - 미국이 주도하는 다자 경제 협력체인 인도·태평양 경제프레임워크(IPEF)가 공식 출범되었다.
- 5월 24일 - 롭 초등학교 총격 사건 : 미국 텍사스주 유밸디 소재의 롭초등학교에서 오전 11시 30분에서 오후 1시 사이에 AR-15 소총, 권총으로 무장한 18세의 살라도르 라모스(Salvador Ramos)가 총기를 난사해 학생 19명, 교사 2명이 사망하고 17명이 부상을 입었다. 라모스는 현장에서 사살되었다.
- 5월 26일
  - 대한민국에서 대법원은 합리적 이유 없는 연령기준으로 적용한 임금피크제는 위법하다고 판결했다.
  - 대한민국에서 헌법재판소에서 윤창호법이 위헌이라고 판결하면서 완전히 무력화되었다.
- 5월 30일 - 경기도청이 팔달구 시대를 마감하고 광교신도시 신청사에서 업무를 시작하였다.

### 6월
- 6월 1일
  - 제8회 전국동시지방선거가 실시되었다.
  - 터키 공화국의 공식 국호가  튀르키예 공화국으로 변경되었으며 유엔에서 최종 승인되었다.
- 6월 8일 - 대한민국 현역 최고령 연예인이자 MC인 송해가 졸도했다.
- 6월 10일 - 미국의 5월 소비자물가지수(CPI)가 8.1%로 41년만에 최고를 기록하였다.
- 6월 12일 - KBO 리그 KIA 타이거즈가 10년전 자신들이 강제로 은퇴시킨 바람의 아들의 아들에게 그의 프로 커리어 첫 만루홈런 & 연타석 홈런을 얻어맞았다.
- 6월 22일 - 아프가니스탄에서 규모 5.9의 지진이 발생해 최소 950여명이 숨졌다.
- 6월 23일 - BRICS 5개국이 14차 정상회의를 화상으로 개최하였고 75개 조항으로 이루어진 베이징 선언을 발표하였다.
- 6월 24일
  - 뉴질랜드의 새로운 공휴일인 마타리키가 처음 휴일이 되었다.
  - 미국 연방 대법원이 49년 만에 로 대 웨이드 판결을 공식적으로 폐기했다.
- 6월 28일 - 쌍용자동차가 KG그룹에 인수하기로 결정되었다.
- 6월 29일 - NATO 정상회의가 스페인 마드리드에서 개최되었다.
- 6월 30일 - 니켈로디언 코리아가 폐국되었다.

### 7월
- 7월 1일
  - 고등군사법원, 대한민국 육군의 군탈체포조가 폐지되었다.
  - 하남풍산역에 정차하는 열차에서 화재가 발생하였다.
  - 대전조차장역 부근에서 SRT 고속열차가 탈선하였다.
- 7월 7일 - 보리스 존슨이 영국 총리가 총리직 사퇴를 발표했다.
- 7월 8일
  - 아베 신조 피살 사건: 일본의 아베 신조 전 총리가 피습으로 숨졌다. 오전 나라현에서 2022년 참의원 선거 유세 중 총격을 받고 병원 후송되었으며, 오후 사망이 확인되었다.
- 7월 10일 - 스리랑카 고타바야 라자팍사 대통령이 사퇴하고 몰디브로 망명하였다.
- 7월 15일 - 인하대학교 캠퍼스에서 재학생 사망 사건이 일어났다.
- 7월 19일
  - 영국 런던이 기온 40도로 역사상 최고를 기록했다.
  - 프랑스 전역 64개 지역에서 역사상 최고 기온을 기록했다.
- 7월 31일 - 권성동이 국민의힘 대표 직무대행직을 사퇴하겠다고 밝혔다.

### 8월
- 8월 1일
  - 대한민국 육군의 군탈체포조가 폐지되었다.
  - 세르비아와 코소보 분쟁이 발발하였는데 선언되었다.
  - 대한민국에서 윤석열 정부가 시행중인 국민제안 투표가 마감되었으나, 아무것도 선정하지 않기로 결정되었다.
- 8월 2일 - 대한민국의 중앙행정기관인 행정안전부 내 경찰국이 출범하였고 진출하였다.
- 8월 3일 - 낸시 펠로시 미국 연방하원의회 의장이 대만을 방문하였다.
- 8월 6일 - 미국 인디애나주에서 낙태금지법이 도입되었다.
- 8월 9일 - 국민의힘이 비상대책위원회로 돌입하면서 주호영을 비대위원장으로 선출하였다.
- 8월 10일 - 북한에서 전국비상방역총화회의가 개최되었다.
- 8월 12일 - 광복절 특별사면에서 이재용, 신동빈 등이 사면복권 되었고, 이명박, 김경수 등은 제외되었다.
- 8월 16일 - 스코틀랜드에서 생리대가 무료로 되었다.
- 8월 25일
  - 텍사스와 테네시에서 낙태 금지법이 시행되었고 결전이 되었다.
  - 대전 국민은행 강도살인 사건의 범인 2명이 사건발생 21년만에 검거되었다.
- 8월 26일 - 서울남부지방법원이 이준석 전 국민의힘 대표가 국민의힘과 주호영 비상대책위원장에게 연기되었다.
- 8월 28일 - 더불어민주당 제5차 전당대회가 개최되었고 이재명 의원이 대표로 선출되었다.
- 8월 30일
  - 안티바이러스 소프트웨어 알약이 사용자들의 PC를 먹통으로 만들어지는 초대형 사고가 발생하였다.
  - 소련의 마지막 서기장 또는 대통령으로 이끌었던 미하일 고르바초프가 모스크바 현지 시각 기준으로 노환으로 사망하였다.

### 9월
- 9월 5일
  - 권성동, 주호영을 포함해 국민의힘 모든 비상대책위원들이 직을 사퇴하였다.
  - 영국의 보수당 당대표 선거에서는 리즈 트러스 전 외무장관이 리시 수낙 전 재무장관을 제치고 신임 당대표에 선출되었으나 총리직에 취임하였다.
- 9월 6일 - 태풍 힌남노가 한반도에서 상륙하여 부산과 포항 등 남해안과 동해안 지방에 침수피해를 입었다.
- 9월 8일 - 영국의 여왕인 엘리자베스 2세가 향년 96세의 나이로 서거하였다.
- 9월 16일 - 뇌물 수수 혐의로 재판을 받고 있었던 은수미 전 성남시장이 1심에서 징역 2년을 선고받고 법정구속되었다.
- 9월 18일 - 대만에서 규모 6.8의 지진이 발생하였으나 이틀 연속 6.4 이상의 강진이 대만을 강타하였다.
- 9월 19일 - 영국 웨스트민스터 사원에서 엘리자베스 2세의 장례식이 국장으로 거행되었다.
- 9월 26일
  - 실외 마스크 착용이 전면 해제되었다.
  - 현대프리미엄아울렛 대전점에서 화재가 발생하였다.
- 9월 27일
  - 아베 신조 전 일본총리의 장례식이 국가장으로 거행되었다.
  - 지구에서 충돌할 가능성이 있는 소행성의 궤도를 바꿀 수 있는지를 알아보기 위해서 쏘아올린 위성이 다이모르포스 소행성에 충돌하였다.
- 9월 28일 - 러시아-우크라이나 전쟁에서 러시아가 점령하고 있는 루한스크, 도네츠크 지역의 러시아의 영토 편입에 대한 주민투표가 찬성으로 가결되어 전쟁은 새로운 국면을 맞이하게 되었다.

### 10월
- 10월 1일
  - 인도네시아 자바주 말랑 리젠시에서 수천명의 관중이 경기장에서 난동을 부리는 사건이 발생해 125명이 사망하고 수백명이 다치는 참사가 발생하였다.
  - 테슬라가 최초의 상용 목적의 인간형 로봇을 공개되었다.
- 10월 4일
  - 강릉에서 현무-IIC 미사일 낙탄 사고가 일어났다.
  - 북한이 5년만에 일본 열도까지 탄도 미사일을 발사했다.
- 10월 6일 - 이준석이 정진석 비상대책위원장과 비상대책위원들에게 대해 무효 가처분신청을 낸 것에서도 대해 법원이 기각 결정을 내렸는데 다음날 새벽 국민의힘 윤리위원회가 이준석에게 당원권 정지 1년 추가 징계를 내리면서 사실상 당대표 직에서 축출되었다.
- 10월 15일 - 판교 SK C&C 데이터센터에서 화재가 발생해 카카오톡 및 카카오에 기반한 모든 서비스가 마비되는 사태가 발생하였다.
- 10월 22일
  - 조르자 멜로니가 이탈리아 총리로 지명되면서 이탈리아에서 100년만에 극우 정권이 들어섰다.
  - 서울 시청역과 삼각지역 앞에서 수만 명이 참여하는 대규모 진보·보수단체 집회를 열였다.
- 10월 24일 - 북한이 해상완충구역 내에 포격을 하는 도발을 감행하였다.
- 10월 25일
  - 한승수 전 국무총리가 유엔총회의장협의회 의장으로 선출되었다.
  - 대구 매천시장에서 화재가 발생했다.
- 10월 27일 - 이재용이 삼성전자 회장으로 취임했다.
- 10월 29일
  - 충북 괴산군에서 11km지점에서 4.1규모의 지진이 발생하였다.
  - 서울특별시 용산구 이태원동에서 대규모 압사사고가 발생하였다.

### 11월
- 11월 2일 - 조선민주주의인민공화국이 처음으로 동해상 북방한계선(NLL)이남 대한민국 영해 근처로 탄도미사일 도발을 감행하였다.
- 11월 6일
  - 영등포역 부근에서 영등포역 무궁화호 탈선 사고가 발생하였다.
  - 일본 해상자위대 창설 70주년을 기념하는 사가기만 국제 관함식에서 대한민국 해군이 참가했으나 진행되었다.
- 11월 11일 - 우크라이나가 헤르손을 탈환하였다.
- 11월 15일 - 유엔은 세계 인구가 80억 명에 이르렀다고 발표했다.
- 11월 21일 - 인도네시아 서자바주 치안주르에서 규모 5.6의 지진이 발생해 160여명이 숨졌다.
- 11월 24일 - 일회용 비닐봉투가 편의점이나 제과점 등에서도 사용 금지되었다.
- 11월 30일 - 제6군단과 제27보병사단이 해체되었다.

### 12월
- 12월 1일 - 경상북도 김천시 동북동쪽 14km 지역에서 규모 3.2의 지진이 발생했다.
- 12월 2일 - 세종과 제주 지역에서 일회용컵 보증금 제도가 시행되었다.
- 12월 9일 - 유럽의회 카타르 뇌물 스캔들에 대한 조사 진행 중 벨기에 경찰이 브뤼셀에서 집중적으로 20차례 연루자들을 체포 작전을 실시했는데 벨기에의 다른 지역과 이탈리아에서도 8건의 체포 작전을 실시했다. 에바 카일리 부의장 등 여러 유럽의회 주요 인물들이 연루된 것으로 파악되었다.
- 12월 14일
  - 서울 남대문시장에서 화재가 발생했다.
  - 미국에서도 핵융합 발전 개발에서 사상 최초로 점화에 성공했다.
- 12월 15일
  - 대만 화롄현 지안향 동남쪽 29km 해역에서 규모 6.1 지진이 발생했다.
  - ● 수도권 전철 1호선의 고장으로 약 2시간 동안 한강철교 부분에서 멈춰있었다.
- 12월 28일
  - 이명박, 김경수, 이재용 등 정치인들과 재벌들을 사면하면서, 1,373명도 같이 연말 대규모 사면이 시행되었다.
  - 국회의원 노웅래 체포동의안이 국회에서 부결되었다.
- 12월 30일 - 소련 설립 100주년.
- 12월 31일 - 베네딕토 16세 전임 교황이 선종하였다

## 문화
- 1월 1일
  - ● 인천국제공항철도의 직통열차가 운행을 재개할 예정이었지만 코로나바이러스감염증-19 사태로 무기한 연기되었다.
  - ● 서울 지하철 7호선 까치울역 ~ 부평구청역 구간의 운영권이 서울교통공사에서 인천교통공사로 이관되었다.
  - 대한민국에서 강제적 셧다운제가 정식으로 폐지되었다.
  - 9급 공무원 시험의 선택과목이 폐지되면서 필수 5과목으로 환원되었다. 또한, 조정점수가 폐지되어 원점수로 환원되었다.
- 1월 3일
  - 웨이크원 엔터테인먼트의 9인조 다국적 걸그룹 Kep1er(케플러)가 데뷔하였다.
  - SM 엔터테인먼트 프로젝트 Girls On Top(GOT)의 1번째 유닛. 대한민국의 7인조 걸그룹 GOT The Beat가 데뷔하였다.
  - 대한민국 한국거래소가 주식 시장이 개장되었다.
- 1월 6일 - 소니가 전기차 시장 진출을 발표했다.
- 1월 10일
  - 오영수가 한국인 최초로 제79회 미국 골든글로브 시상식에서 남우조연상을 수상했다.
  - 에디슨모터스가 쌍용자동차를 인수하였다.
- 1월 11일 - 윈도우 서버 2016의 메인스트림 지원이 종료되었다.
- 1월 12일 - 배틀그라운드가 부분 유료화로 변경되었다.
- 1월 13일 - 경기도 고양시, 수원시, 용인시/경상남도 창원시가 인구 100만을 넘어 특례시로 승격되었다.
- 1월 19일 - 마이크로소프트가 액티비전 블리자드를 인수하였다.
- 1월 20일 - 이베이 코리아가 사명을 "지마켓 글로벌"로 변경하였다.
- 1월 25일 - 대한민국 정부는 황희 문화체육관광부장관이 정부 대표로 2022 베이징 동계올림픽에 참석하기로 결정하였다.
- 1월 27일
  - LG에너지솔루션이 공모주를 거쳐 코스피에 상장되었으며 종가 기준 코스피 시가총액 2위를 기록하였다.
  - 모바일 신분증, 자동차 운전면허증이 도입되었다.
- 1월 28일 - Pokémon LEGENDS 아르세우스가 출시되었다.
- 1월 29일 - 생방송 행복드림 로또 6/45가 1,000회를 맞이했다.
- 1월 31일 - 테니스 선수 라파엘 나달이 최초로 그랜드슬램 대회 21승을 달성하였다.
- 2월 2일 - 대한민국 축구 국가대표팀이 10회 연속 월드컵 본선 진출을 확정지었다.
- 2월 4일 ~ 2월 20일 - 2022년 동계 올림픽이  중화인민공화국 베이징시에서 개최되었다.
- 2월 5일 - 미국에서 UH-60 블랙 호크 무인 자율 비행 시험에 성공했다.
- 2월 9일 - 황대헌 선수가 2022년 동계 올림픽 쇼트트랙 남자 1,500m 결승에서 우승하여 대한민국에 첫 금메달을 안겼다.
- 2월 10일
  - 삼성 갤럭시 S22, 삼성 갤럭시 탭 S8가 공개되었다.
  - 서울특별시 마포구 상암동에서 무인 자동차가 운행을 시작되었다.
- 2월 19일 - 2022년 FIFA 월드컵의 개최 시기 영향으로 K리그1 2022가 개막되었다.
- 2월 28일
  - 한려대학교가 폐교했다.
  - ITX-청춘 개통 10주년.
- 3월 2일
  - 한국에너지공과대학교가 개교했다.
  - 메이저 리그 베이스볼의 개막이 선수노조와 구단주 간 합의 실패로 27년만에 연기되었다.
- 3월 4일 ~ 3월 13일 - 2022년 동계 패럴림픽이  중화인민공화국 베이징시에서 개최되었다.
- 3월 10일 ~ 3월 13일 - 방탄소년단 콘서트가 서울특별시 송파구 잠실종합운동장 주경기장에서 오프라인과 온라인으로 동시에 열렸다.
- 3월 13일 - KBS의 다큐멘터리 프로그램인 다큐멘터리 3일이 15년만에 막을 내렸다.
- 3월 14일 - 유튜브 밴스드가 법률적인 문제를 이유로 서비스가 중단되었다.
- 3월 17일 - 르노삼성자동차가 르노코리아자동차로 사명을 변경한다고 발표하였다.
- 3월 19일 - ● 수도권 전철 4호선 진접선 당고개역~진접역 구간이 개통하였다.
- 3월 21일 - 수도권제2순환고속도로 동탄JC - 곤지암JC 구간이 개통되었다.
- 3월 23일 - 서태지와 아이들 데뷔 30주년.
- 3월 25일 - 허구연 MBC 해설위원이 서면 표결로 열린 구단주 총회에서 만장일치로 야구인 출신 첫 KBO 총재로 선출되었다.
- 3월 27일 - 제94회 아카데미상 시상식이 열렸다.
- 3월 31일
  - 2020년 세계 박람회가 아랍에미리트 두바이에서 폐막되었다.
  - 경부선 서대구역이 개통되었다.
  - 대구외곽순환고속도로 전 구간이 개통되었다.
  - 부산 롯데월드 매직 포레스트 테마파크가 개장되었다.
- 4월 2일
  - 2022년 KBO 리그가 개막되었다.
  - 싸이월드Z가 오픈되었다.
- 4월 3일 - 제64회 그래미상 시상식이 열렸다.
- 4월 29일 - 대한민국의 MGTV가 개국되었다.
- 5월 2일 - 대한민국의 5인조 걸그룹 르세라핌이 데뷔하였다.
- 5월 5일
  - 레고랜드 코리아 리조트가 개장되었다.
  - 어린이날 100주년.
- 5월 6일
  - 2022년 9월 10일 개최 예정이었던 항저우 아시안 게임이 코로나 19의 여파로 2023년으로 연기되었다.
  - 제58회 백상예술대상이 개최되었다.
- 5월 10일
  - 유로비전 송 콘테스트 2022가 이탈리아 토리노에서 열렸다.
  - 한국프로농구 KBL 챔피언결정전 5차전에서 서울 SK 나이츠가 안양 KGC인삼공사를 86대 62로 꺾고 시리즈 전적 4승 1패로 2018년 이후 4년만에 통산 3번째 우승을 달성하였다.
- 5월 10일 ~ 5월 29일 - 미드 시즌 인비테이셔널 2022가 대한민국 부산광역시에서 개최되었다.
- 5월 12일 - 여수 엑스포 10주년.
- 5월 13일 서일본 여객철도
- 5월 14일 -  중화인민공화국이 2023년 AFC 아시안컵 개최를 포기하고 반납하였다.
- 5월 23일 - 손흥민선수가 아시아 선수 최초로 EPL 득점왕을 차지하였다.
- 5월 25일 - 2021-22년 UEFA 유로파컨퍼런스리그가 본선이 폐막되었다.
- 5월 28일
  - ● 서울 경전철 신림선 샛강역~관악산역 구간이 개통되었다.
  - ● 신분당선 강남역~신사역 구간이 개통되었다.
  - 2021-22년 UEFA 챔피언스리그 결승전에서  레알 마드리드 CF가 14번째 우승을 차지하였다.
  - 제75회 칸 영화제에서 루벤 외스틀룬드 감독의 영화 《트라이앵글 오브 새드니스》가 황금종려상을 수상하였다.
  - 제75회 칸 영화제에서 박찬욱은 영화 《헤어질 결심》을 통해 감독상을, 송강호는 영화 《브로커》를 통해 남우주연상을 수상하였다.
- 5월 31일 - 2002 한일 월드컵 20주년.
- 6월 1일 - 제임스 웹 우주 망원경이 조정을 완료하였고 본격적인 관측을 시작되었다.
- 6월 3일 - 경부고속도로의 나들목인 남사진위 나들목이 개통되었다.
- 6월 11일 - 범죄도시 2가 1,000만 관객 수를 돌파하였다.
- 6월 15일 - 마이크로소프트에서 인터넷 익스플로러11의 지원이 공식 종료되어 엣지 브라우저로 완전 대체되었다.
- 6월 21일
  - 누리호가 2차 발사되어, 위성 궤도진입에 성공하였다.
  - 2022-23년 UEFA 챔피언스리그가 개막되었다.
- 6월 30일
  - 중앙선 단양역 ~ 영주역 복선 구간이 개통되었다.
- 7월 1일
  - 세종특별자치시 승격 10주년.
  - 모바일 운전면허증이 전국적으로 확대 발급되었다.
- 7월 3일 - LG 트윈스의 박용택 선수가 은퇴하였다.
- 7월 12일 - 제임스 웹 우주 망원경의 최초 관측 결과가 공개되었다.
- 7월 14일
  - 포항공항이 포항경주공항으로 명칭이 변경되었다.
  - 인천공항 자기부상철도가 운행이 중단되었다.
- 7월 15일 ~ 7월 29일 - 2022년 세계 육상 선수권 대회가  미국 오리건주 유진에서 개최되었다.
- 7월 16일 ~ 8월 15일 - 충남 보령시에서 2022 보령 해양머드박람회가 개최되었다.
- 7월 19일 ~ 7월 27일 -  일본에서 2022년 EAFF E-1 챔피언십(동아시안컵)이 개최되었다.
- 7월 19일 - KF-21 보라매 전투기의 시제기가 첫 비행하였고 결전이 되었다.
- 7월 22일
  - 유희열의 스케치북이 13년만에 종영되었다.
  - 대한민국의 5인조 걸그룹 뉴진스가 데뷔하였다.
- 7월 28일
  - 모바일 운전면허증이 전국 면허시험장 · 경찰서에서 대면발급이 시작되었다.
  - 울산 현대중공업에서 8,200t급 차세대 이지스 구축함 정조대왕함이 진수되었다.
  - 중앙선 영주역 ~ 안동역 복선 구간이 개통되었다.
- 7월 31일 - 강릉선 KTX의 덕소역이 추가 정차되었다. 다만, 금요일부터 일요일 사이에만 운행하는 청량리발 KTX 편성에 한해 정차한다.
- 8월 2일
  - 슈퍼셀의 게임 클래시 오브 클랜 10주년.
  - 일본 자동차 혼다 NSX가 단종되었다.
- 8월 5일 - 대한민국의 시험용 달 궤도선인 다누리가 미국 플로리다주 케이프커내버럴 우주군기지에서 발사되었다.
- 8월 15일 - 서울시립서서울미술관이 착공되었다.
- 9월 1일 - 가정용 비디오 게임기 50주년.
- 9월 7일 - 소리바다가 상장 폐지되었다.
- 9월 13일 - 제74회 프라임타임 에미상 시상식에서 영화감독 황동혁과 배우 이정재가 드라마 《오징어 게임》을 통해 비영어권 드라마 그리고 아시아인 최초로 드라마부문 각각 감독상과 남우주연상을 수상하였다.
- 10월 3일 -  일본 항공사 AIRDO와 솔라시드 항공이 공동 지주 회사 주식 회사 리저널 플러스 윙스를 설립되었다.
- 10월 4일 - 오버워치가 서비스를 종료되었다.
- 10월 5일 - 오버워치 2가 서비스를 시작되었다.
- 10월 7일 - 네이버 지식iN 20주년.
- 10월 8일 - 롯데 자이언츠의 이대호 선수가 은퇴하였다.
- 10월 26일 - 넥슨이 그랜드체이스 서비스를 시작되었다.
- 10월 30일 - 일본 프로 야구 일본 시리즈 7차전에서 오릭스 버팔로스가 도쿄 야쿠르트 스왈로스를 5대 4로 꺾고 시리즈 전적 4승 1무 2패로 1996년 이후 26년만에 통산 5번째 우승을 달성하였다.
- 11월 1일 - 대우자동차 계열 대형 화물차 브랜드 타타대우상용차 설립 20주년.
- 11월 6일
  - 메이저 리그 베이스볼 월드 시리즈 6차전에서 휴스턴 애스트로스가 필라델피아 필리스를 4대 1로 꺾고 시리즈 전적 4승 2패로 2017년 이후 5년만에 통산 2번째 우승을 달성하였다.
  - 리그 오브 레전드 월드 챔피언십 2022에서 DRX가 T1을 3대 2로 꺾고 4번시드 팀이 최초로 우승을 달성하였다.
- 11월 8일 - KBO 리그 한국시리즈 6차전에서 SSG 랜더스가 키움 히어로즈를 4대 3으로 꺾고 시리즈 전적 4승 2패로 2018년 이후 4년만에 통산 5번째 우승을 달성하였다.
- 11월 16일 - 아르테미스 1호가 발사되었다.
- 11월 17일
  - 2023학년도 대학수학능력시험이 실시되었다.
  - 지스타가 개최되었다.
- 11월 20일 ~ 12월 19일 - 2022년 FIFA 월드컵이  카타르에서 개최되었다.
- 11월 29일 - 퐁이 출시한 지 50주년을 맞이하여 저작권 보호가 만료되는 퍼블릭 도메인으로 전환되었다.
- 12월 1일 - OTT 플랫폼인 Seezn이 TVING과 합병되었다.
- 12월 2일 - 폐역이었던 경주역이 문화공간 '경주문화관1918'로 개장되었다.
- 12월 3일
  - 한국 시간 기준으로 2022 카타르 월드컵 H조 조별리그 3차전 대한민국 VS 포르투갈전에서 대한민국이 승리를 거두고 12년만에 16강에 진출했다.
  - AGF 2022가 코로나 이후 3년만에 개최되었다.
- 12월 4일 - 아르헨티나의 유명 축구선수 리오넬 메시가 호주와의 월드컵 16강으로 통산 1,000경기를 달성했다.
- 12월 6일 - 대한민국 축구 대표팀의 파울루 벤투 감독이 이번 월드컵을 마지막으로 계약을 종료한다고 밝혔다.
- 12월 8일 - 위메이드의 가상화폐 위믹스가 상장 폐지되었다.
- 12월 12일 - 아폴로 17호 이후의 유인 달 주회 미션(EM-2)가 오리온에 의해서 이루어지고 탐사하였다.
- 12월 13일 - 트위치가 한국에서 VOD가 중단되었다.
- 12월 17일
  - ● 수도권 전철 경의·중앙선 운천역이 개통되었다.
  - SBS 연예대상에서 유재석이 대상수상하였다.
- 12월 19일 - 2022년 FIFA 월드컵이 카타르에서 폐막했는데 결승전에서 아르헨티나가 프랑스를 승부차기 끝에 4:2로 꺾고 1986년 이후 36년만에 통산 3번째 우승을 달성하였다.
- 12월 20일 - 광주외곽순환고속도로의 남광산IC ~ 남장성JC 구간이 개통되었다.
- 12월 24일 - KBS 연예대상에서 신동엽이 대상수상하였다.
- 12월 28일 - 한국형 달 탐사선 다누리의 달 궤도 진입 과정이 성공적으로 마무리되었다.
- 12월 29일 - MBC 방송연예대상에서 전현무가 대상수상하였다.
- 12월 30일 - MBC 연기대상에서 이종석이 대상수상하였다.
- 12월 31일
  - 서울 남산 힐튼 호텔이 1983년 이후 39년 만에 영업을 종료했다.
  - 성남 야탑터미널이 폐업하였다.
  - SBS 연기대상에서 김남길이 대상수상하였다.
  - KBS 연기대상에서 주상욱, 이승기가 공동대상을 수상하였다.

## 탄생
- 1월 31일 ~ 2월 2일 설날 징검다리 연휴 (3일)
- 3월 9일 대한민국의 제20대 대통령선거로 징검다리 연휴 (1일)
- 4월 30일 ~ 5월 6일 임시공휴일로 징검다리에서 지정했어요.
- 5월 1일 ~ 5월 5일 어린이날 징검다리 연휴 (5일)
- 5월 30일 ~ 6월 1일 제8회 지방선거로 징검다리 연휴 (3일)
- 6월 3일 ~ 6월 6일 현충일 징검다리 연휴 (4일)
- 8월 11일 ~ 8월 15일 광복절 징검다리 연휴 (5일)
- 9월 9일 ~ 9월 12일 추석 징검다리 연휴 (4일)
- 10월 1일 ~ 10월 3일 개천절 징검다리 연휴 (3일)
- 10월 8일 ~ 10월 10일 한글날 징검다리 연휴 (3일)
- 11월 17일 ~ 11월 20일 재량휴업일로 징검다리 연휴 (4일)
- 12월 25일 ~ 12월 26일 성탄절 징검다리 연휴 (2일)

## 사망

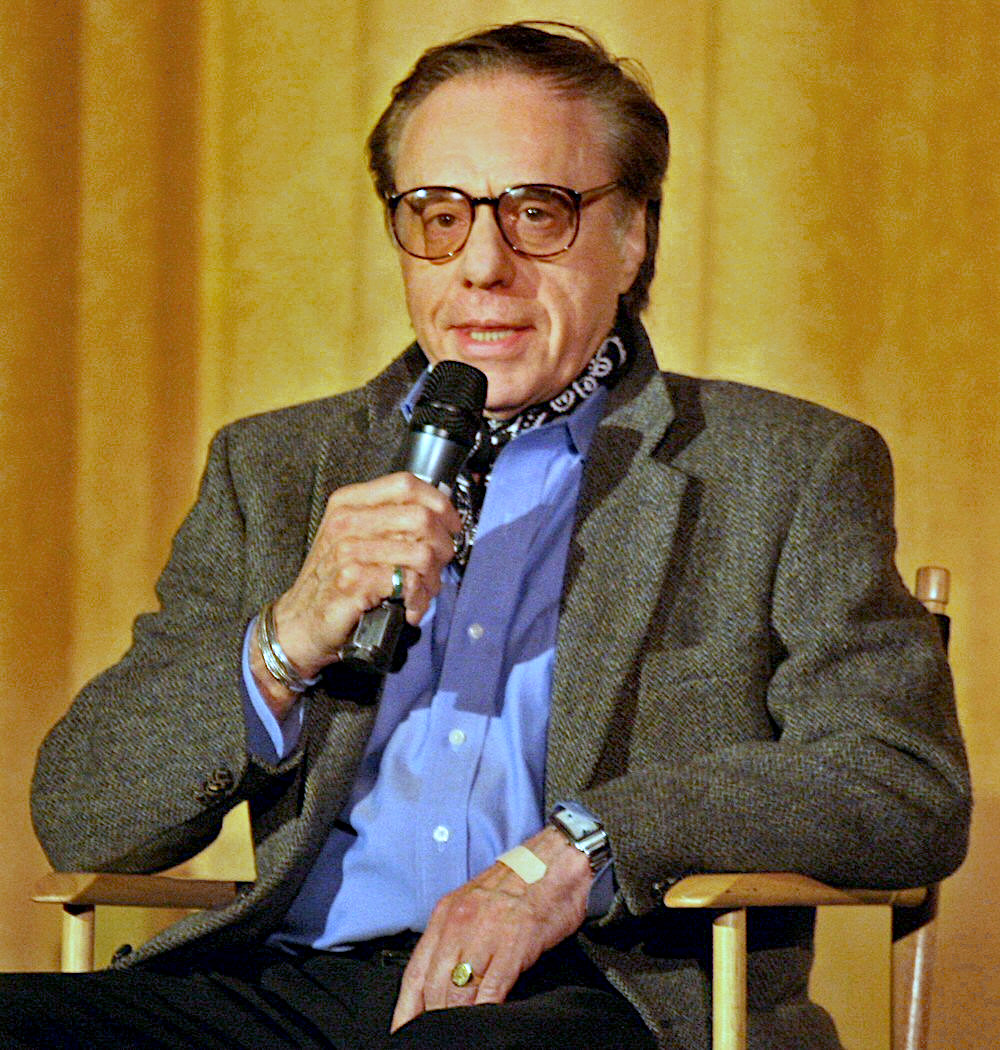
피터 보그다노비치

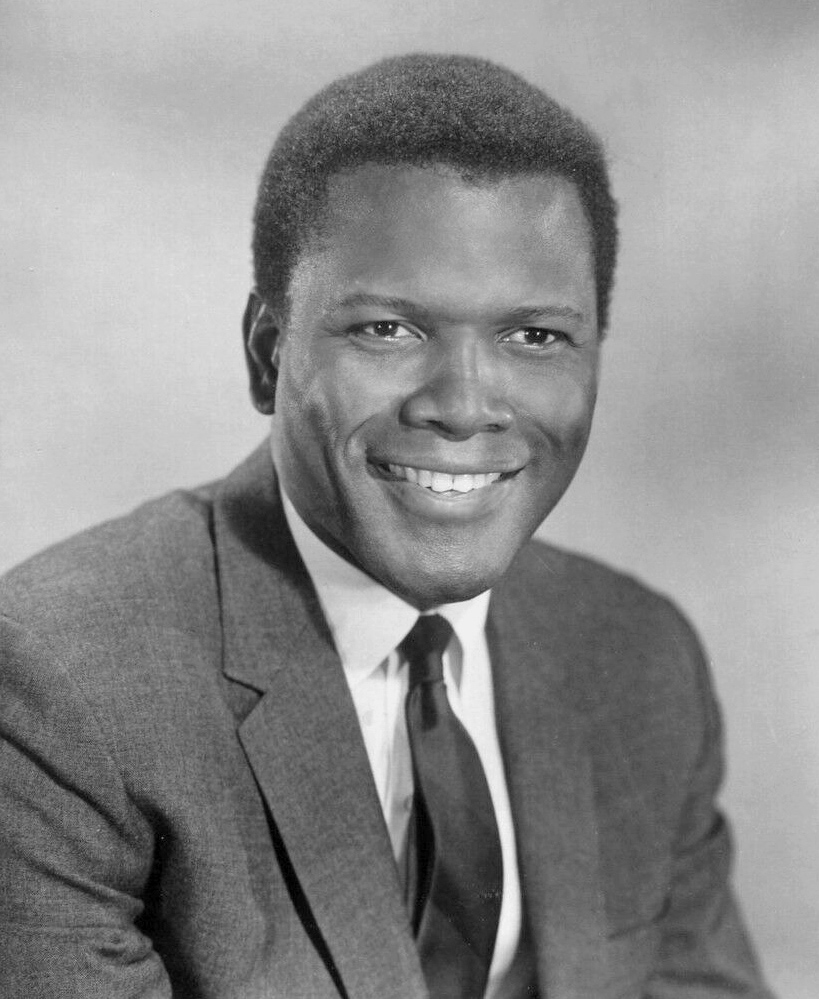
시드니 포이티어

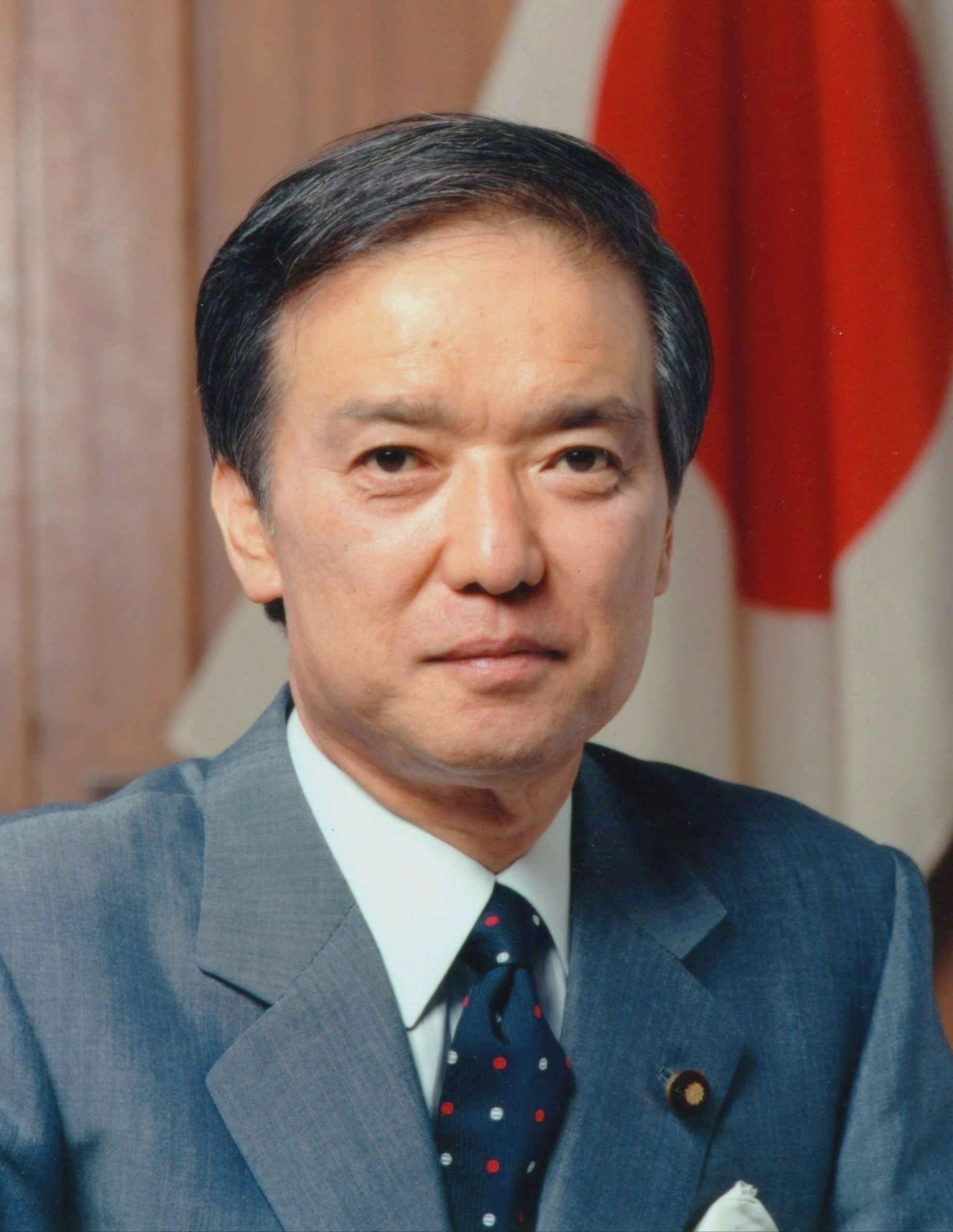
가이후 도시키

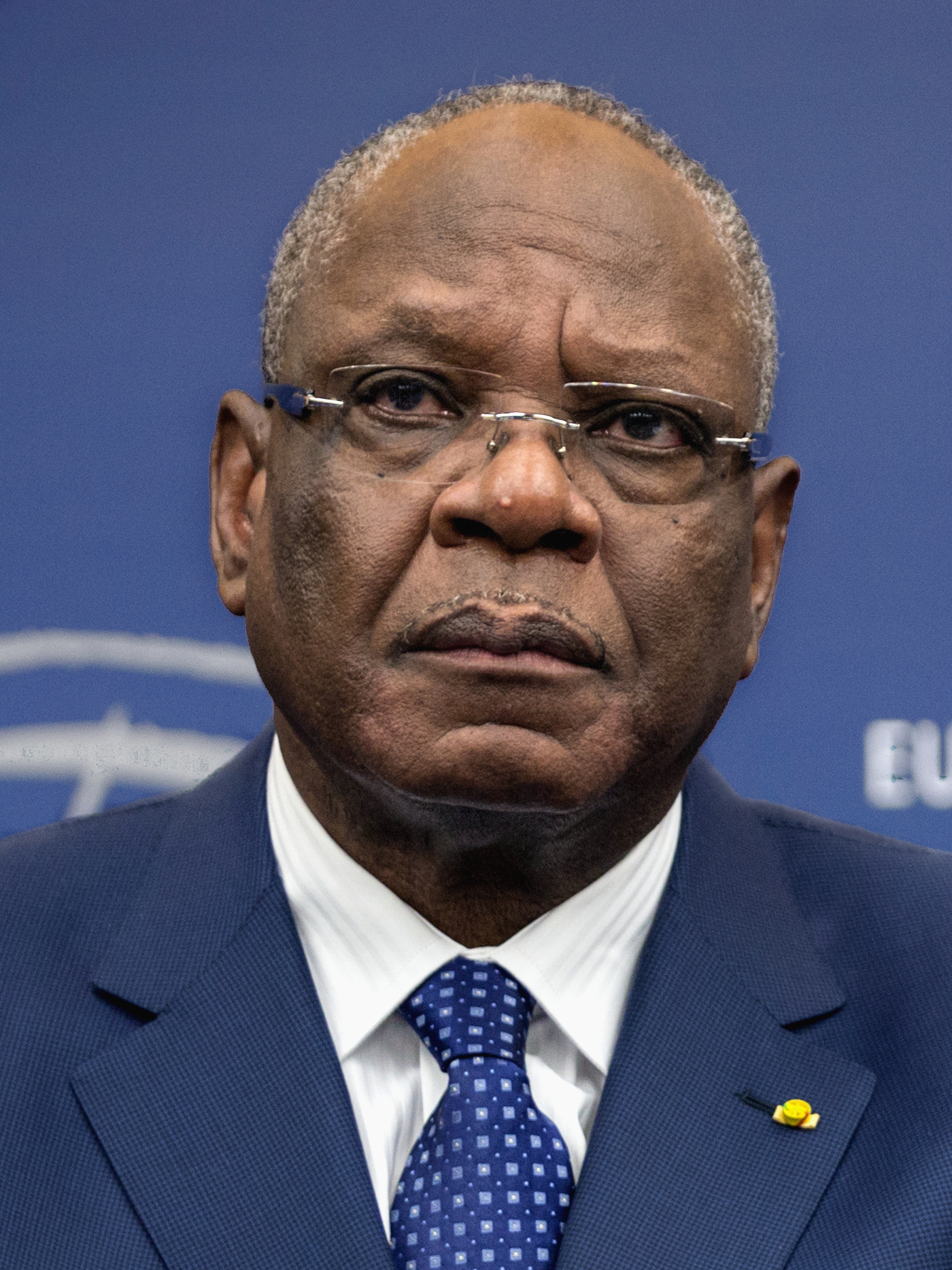
이브라임 부바카르 케이타

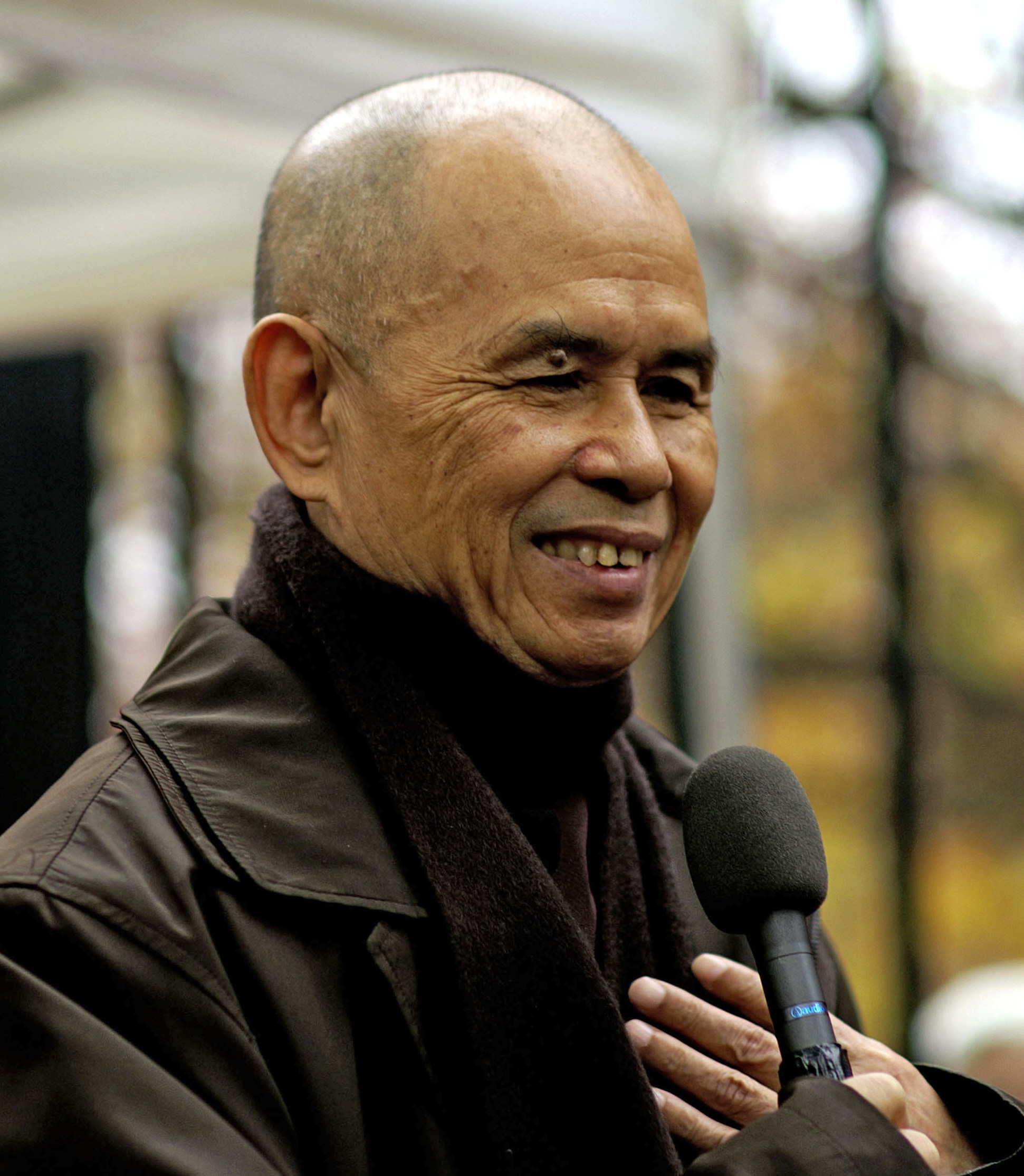
틱낫한

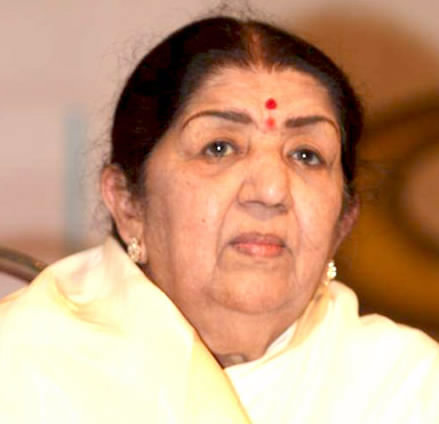
라타 망게슈카르

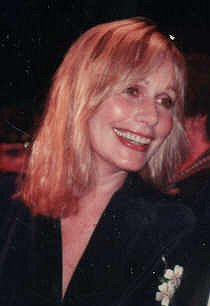
셀리 켈러먼

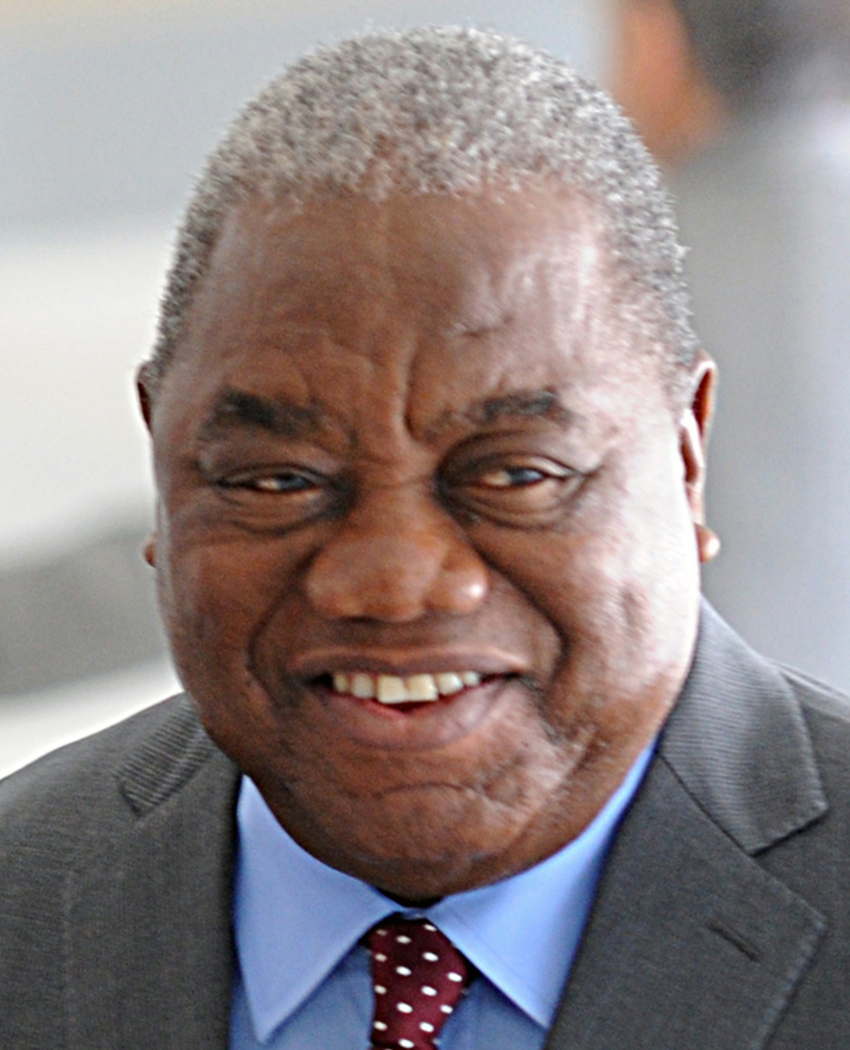
루피아 반다

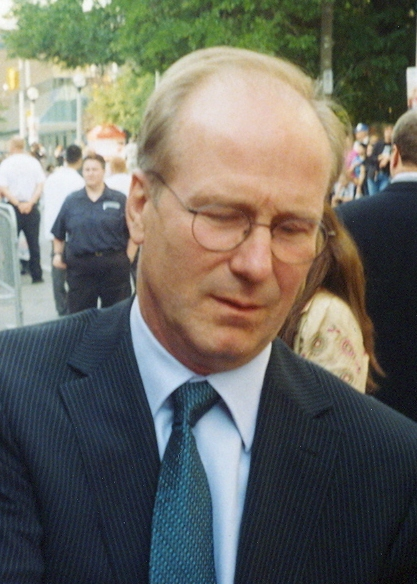
윌리엄 허트

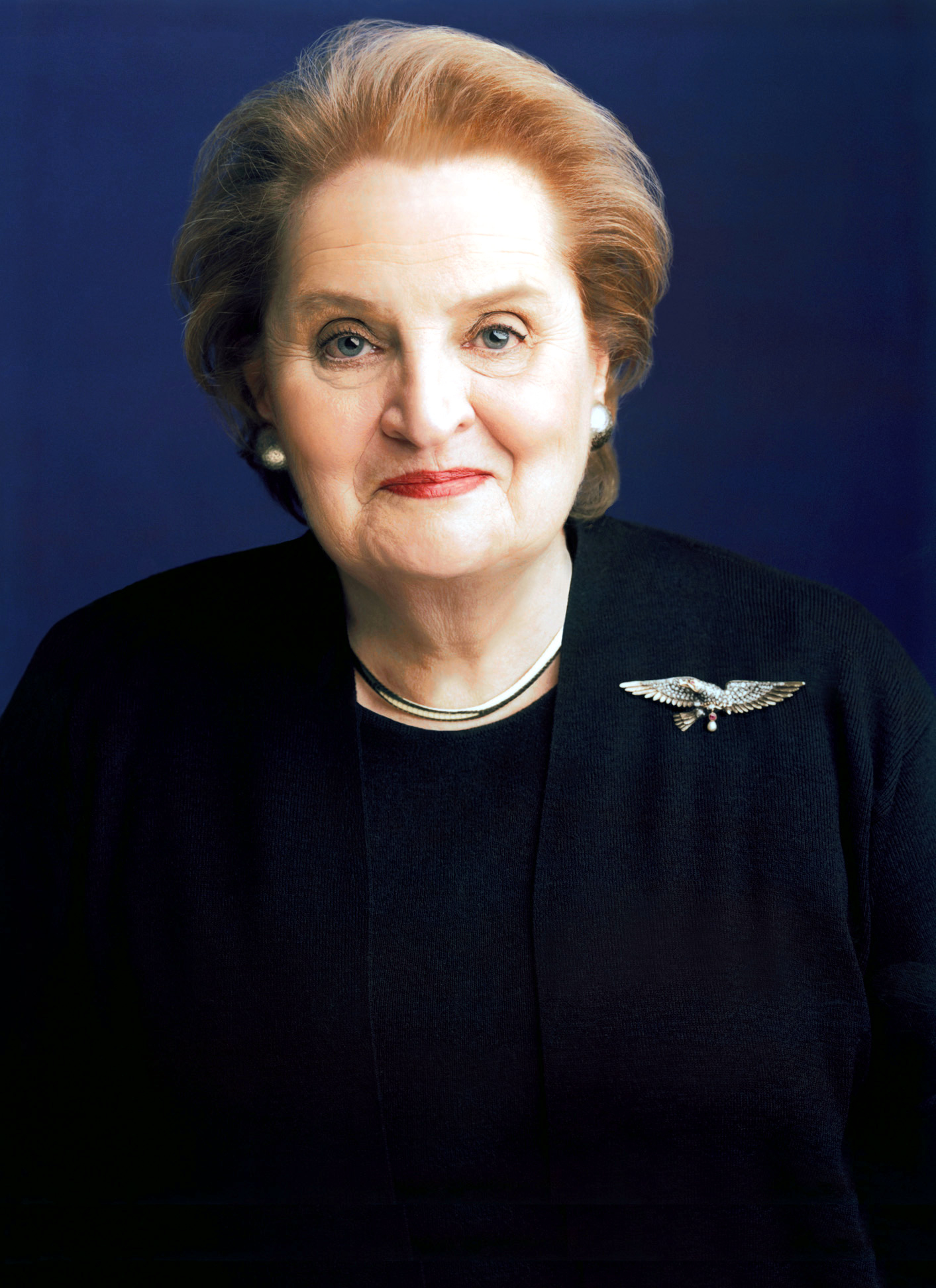
매들린 올브라이트

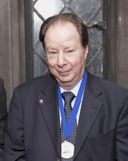
시드니 올트먼

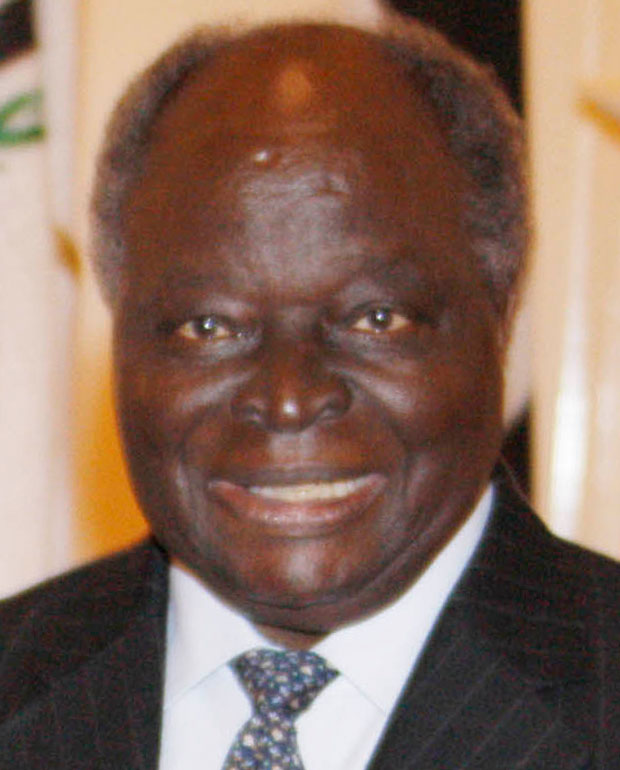
음와이 키바키

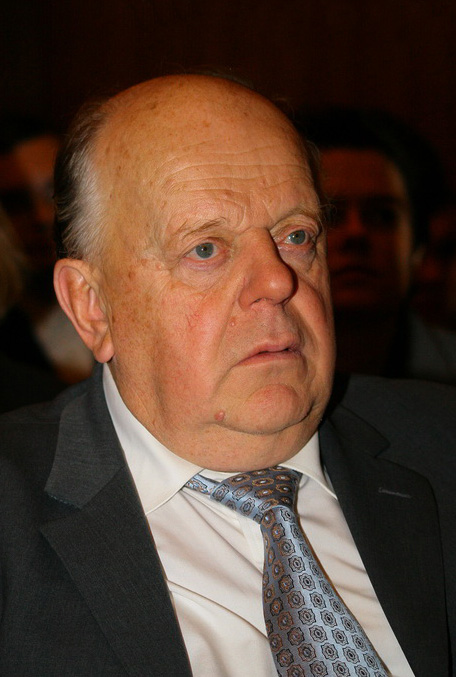
스타니슬라프 슈시케비치

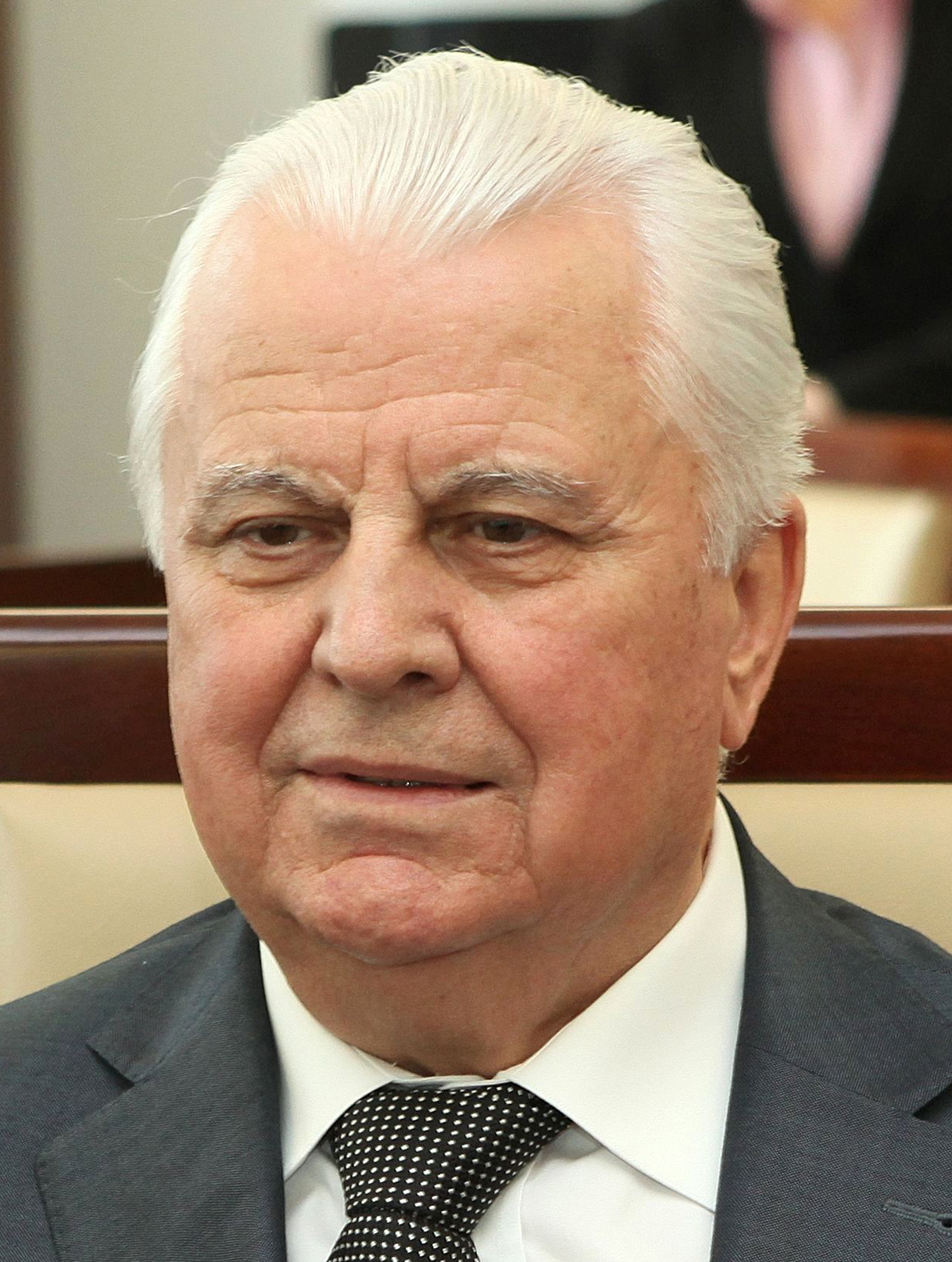
레오니드 크라우추크

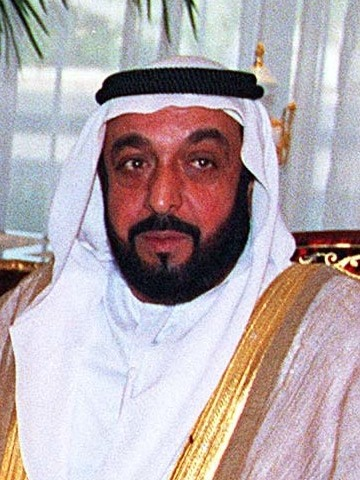
할리파 빈 자이드 나하얀

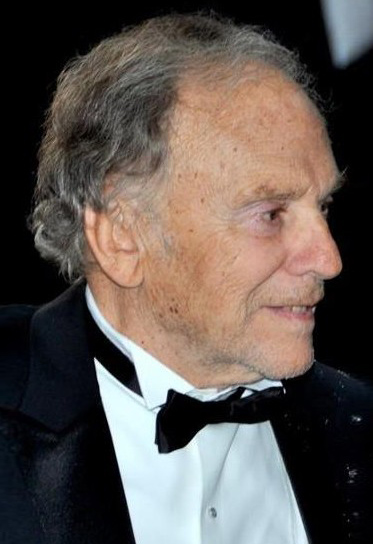
장루이 트랭티냥

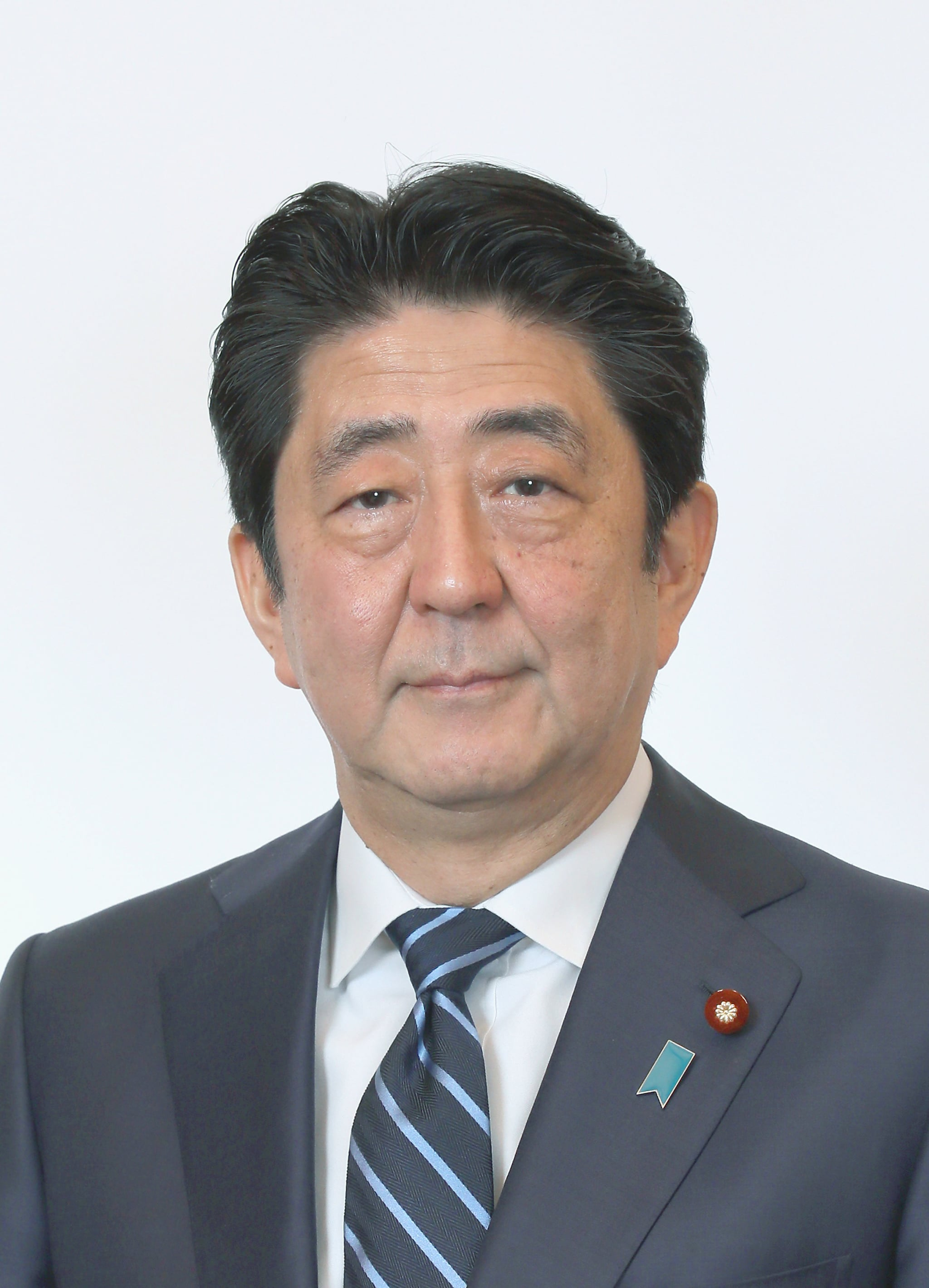
아베 신조

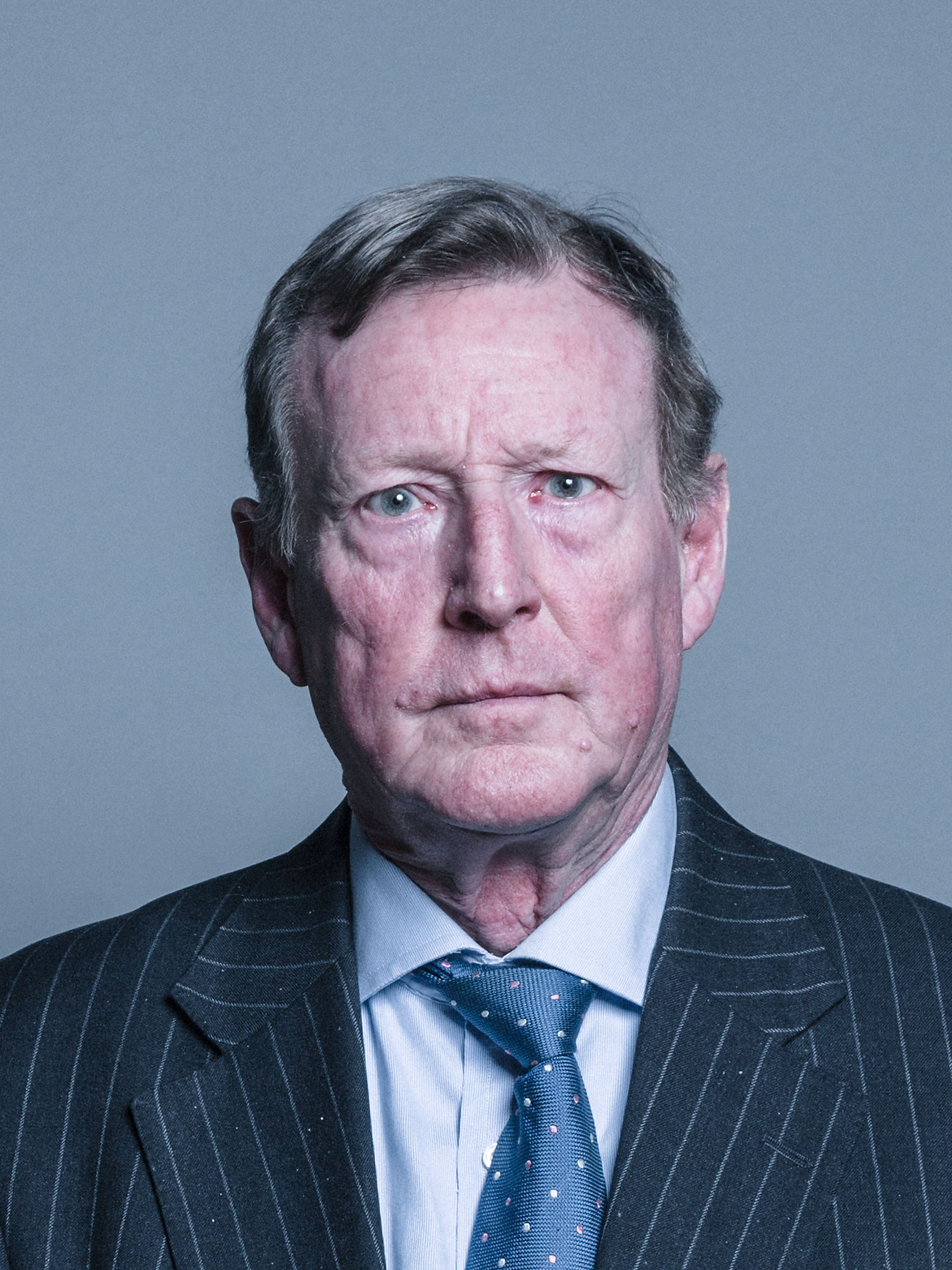
데이비드 트림블

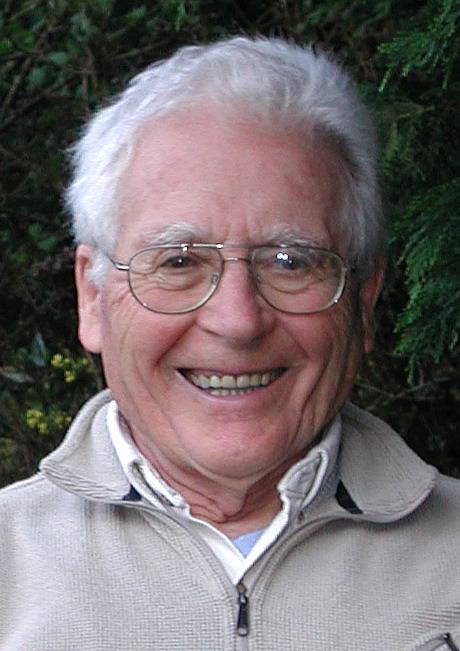
제임스 러브록

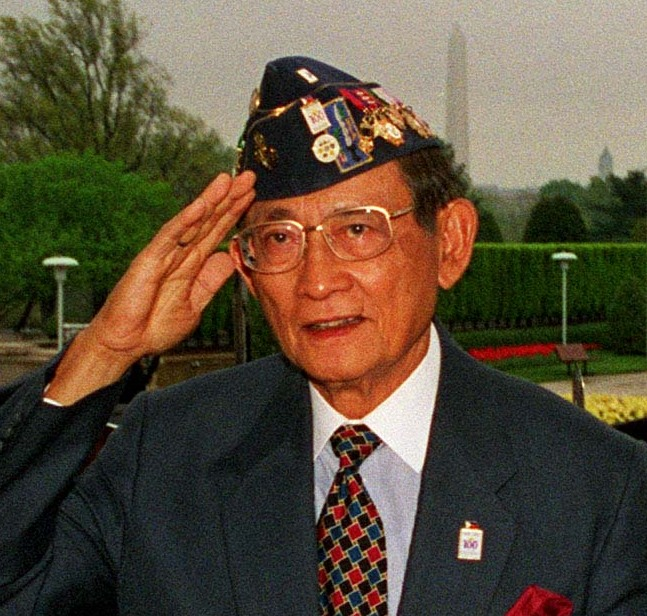
피델 V. 라모스

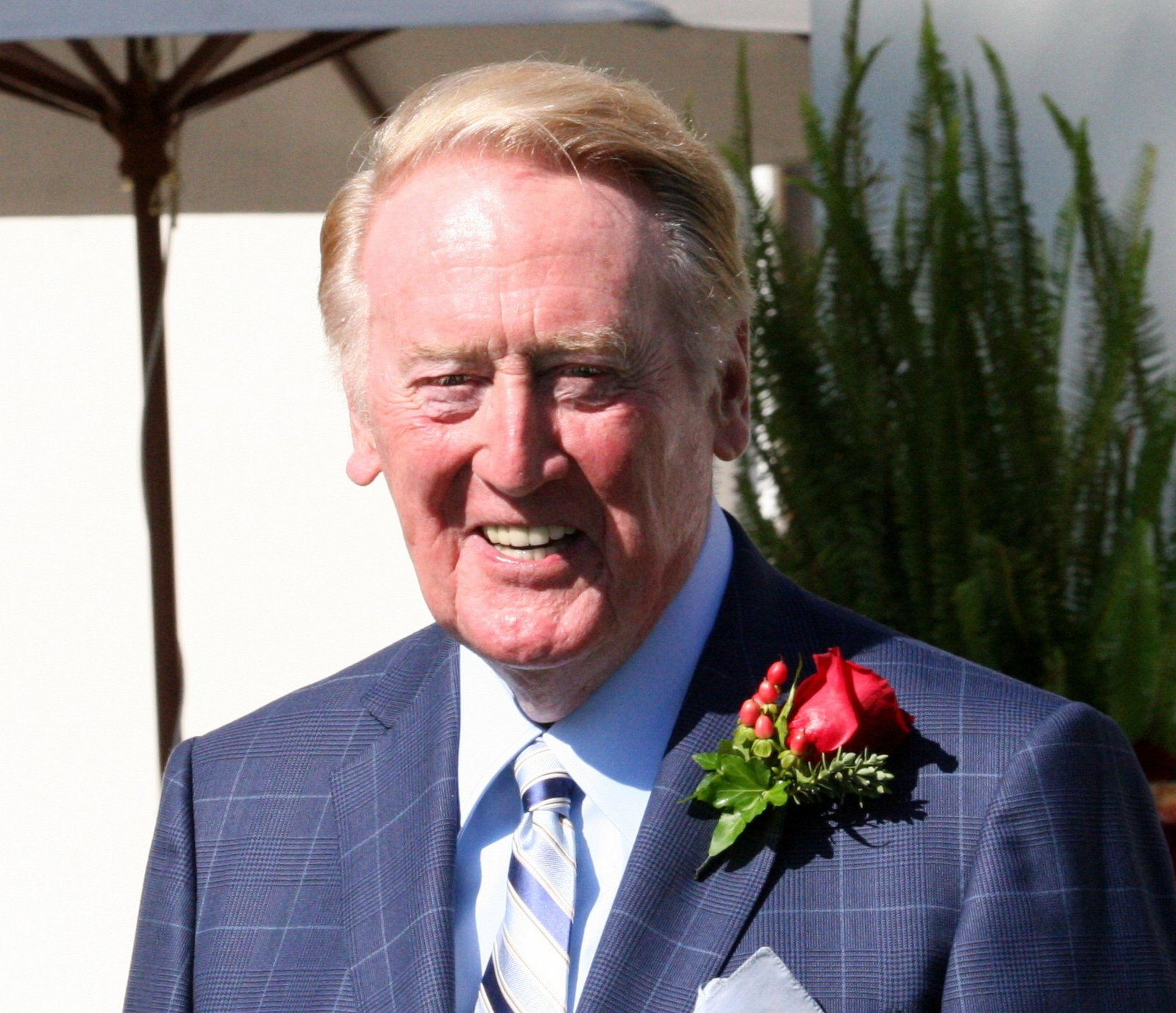
빈 스컬리

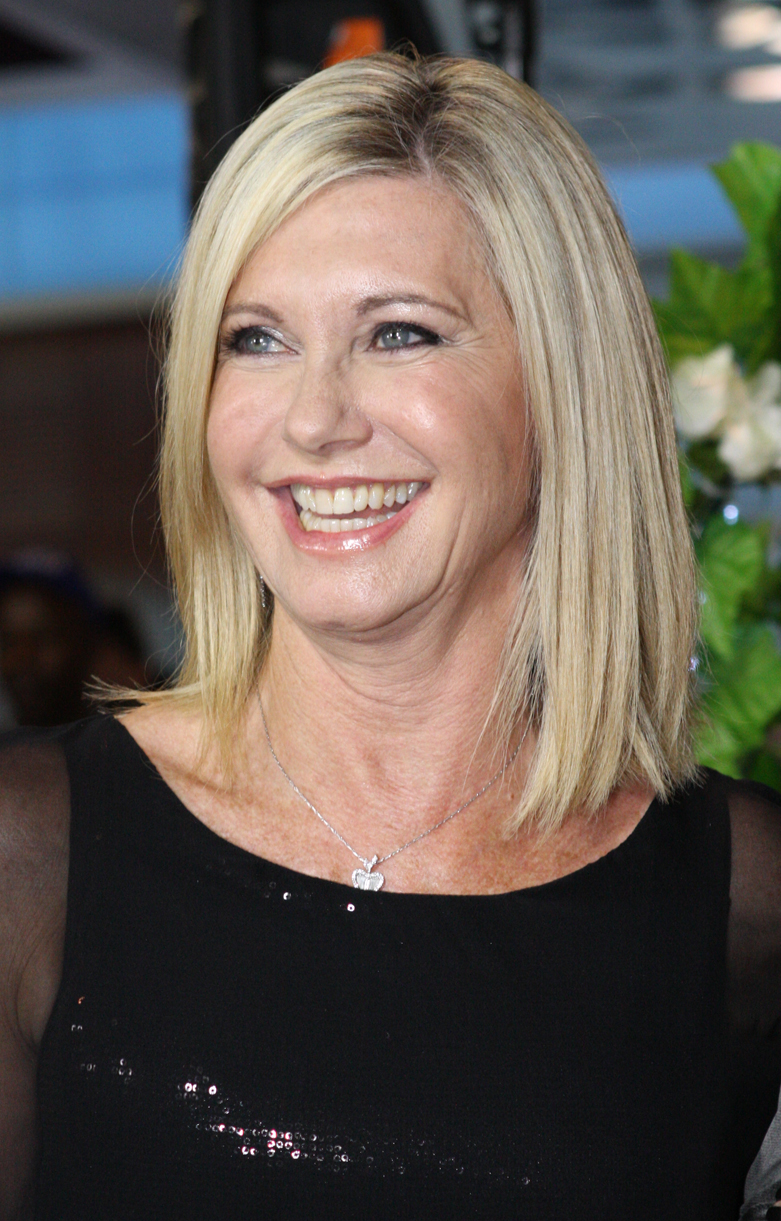
올리비아 뉴턴존

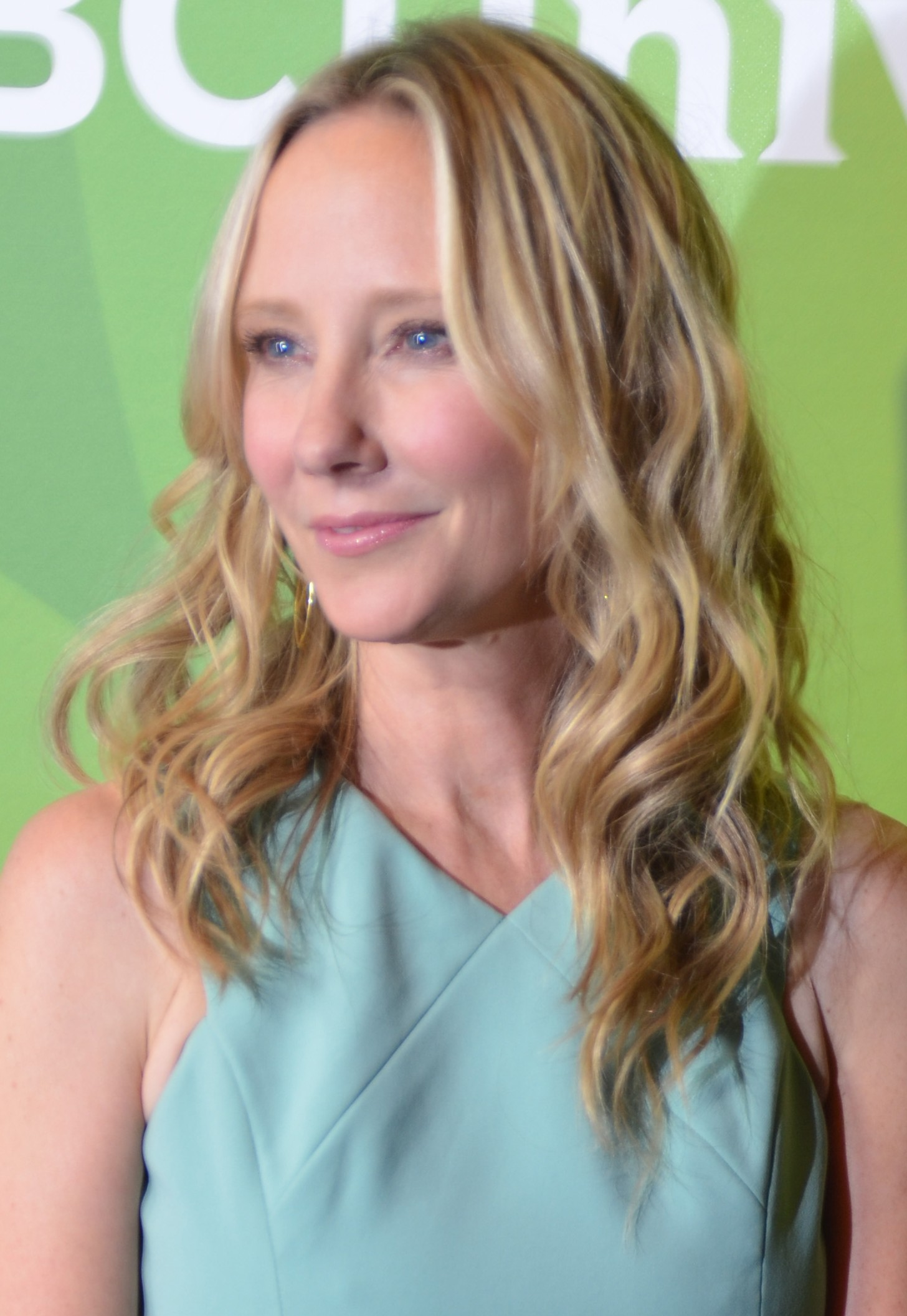
앤 헤이치

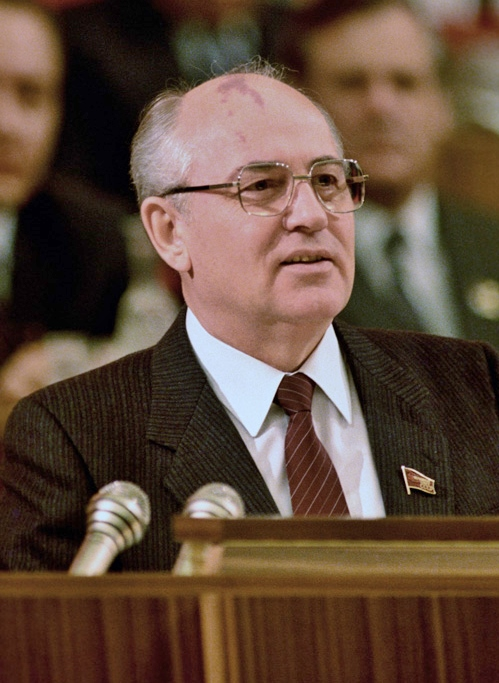
미하일 고르바초프

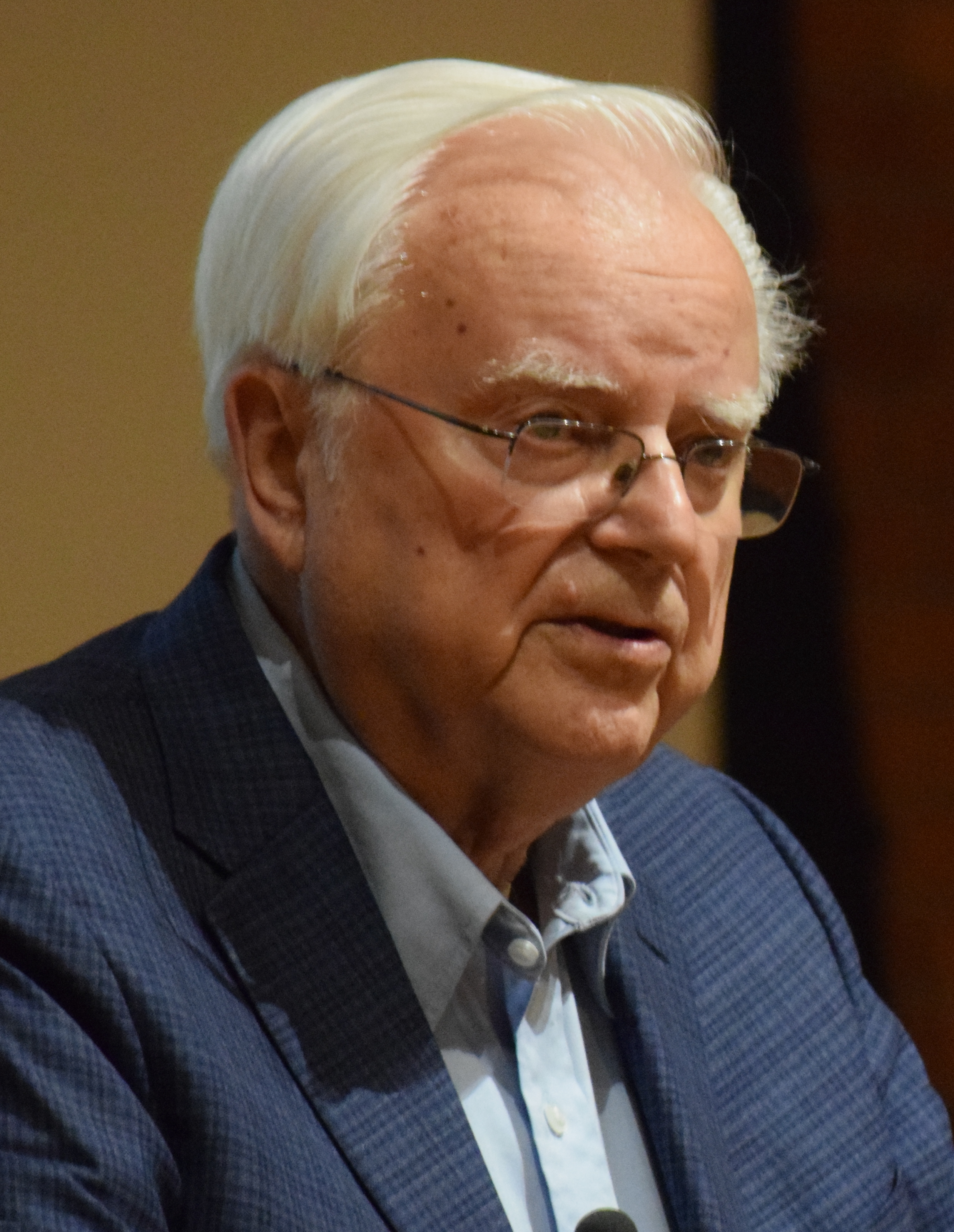
프랭크 드레이크

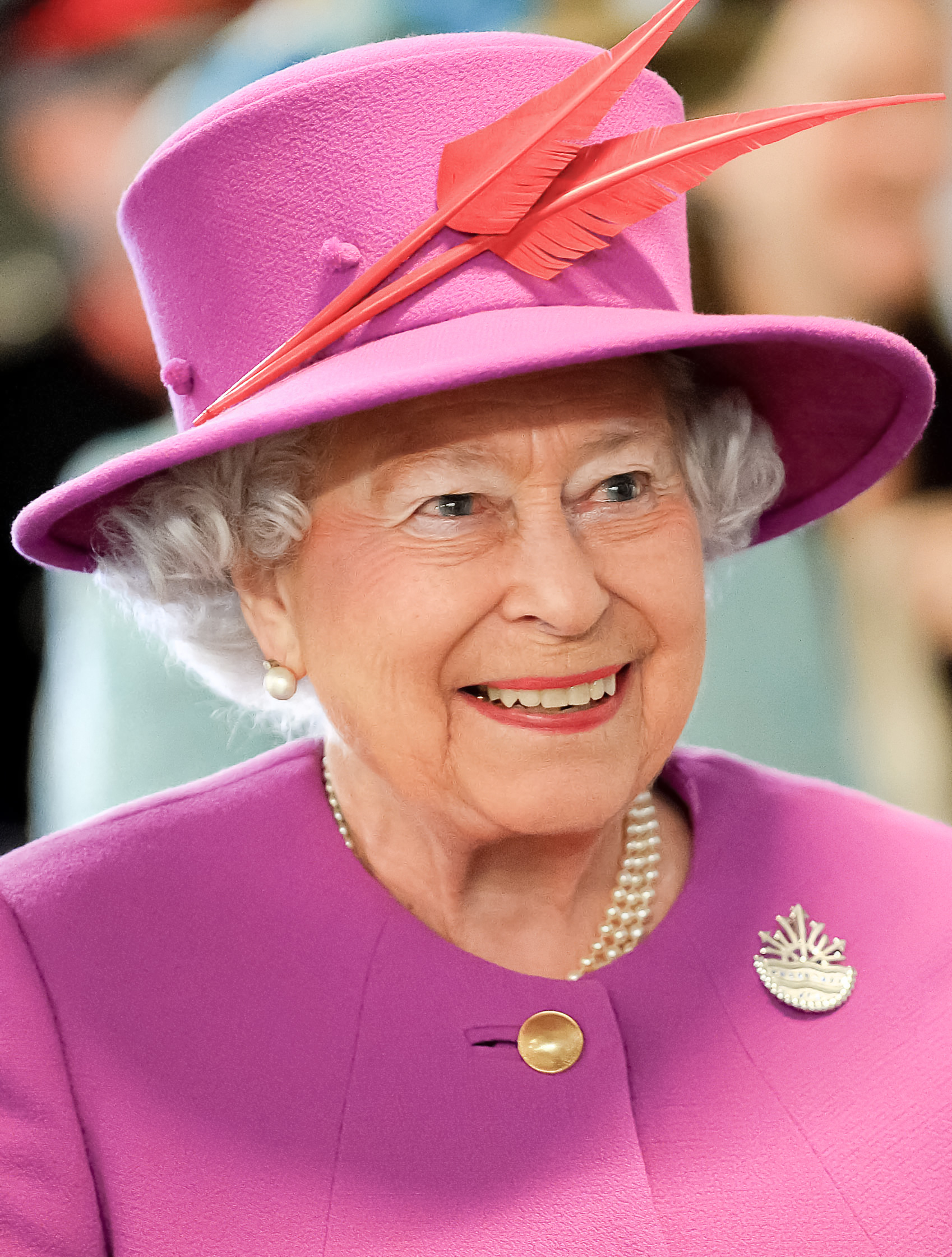
엘리자베스 2세

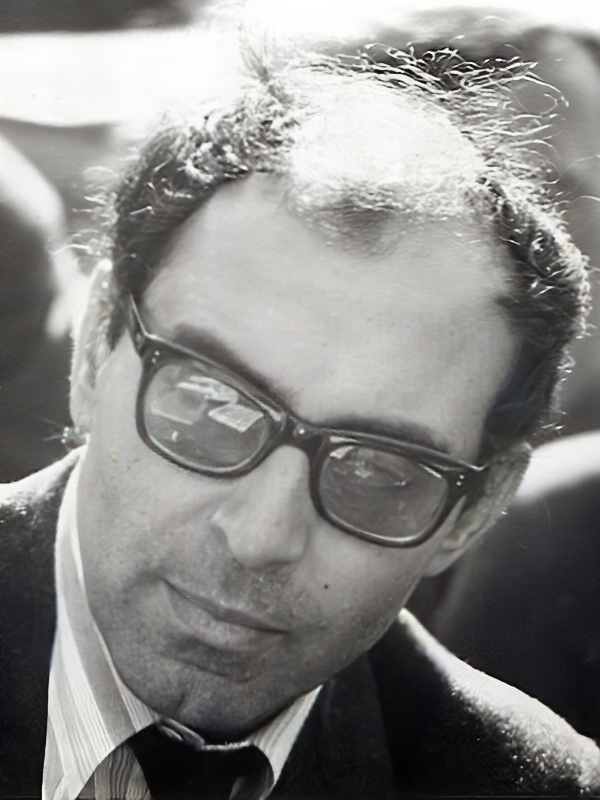
장뤽 고다르

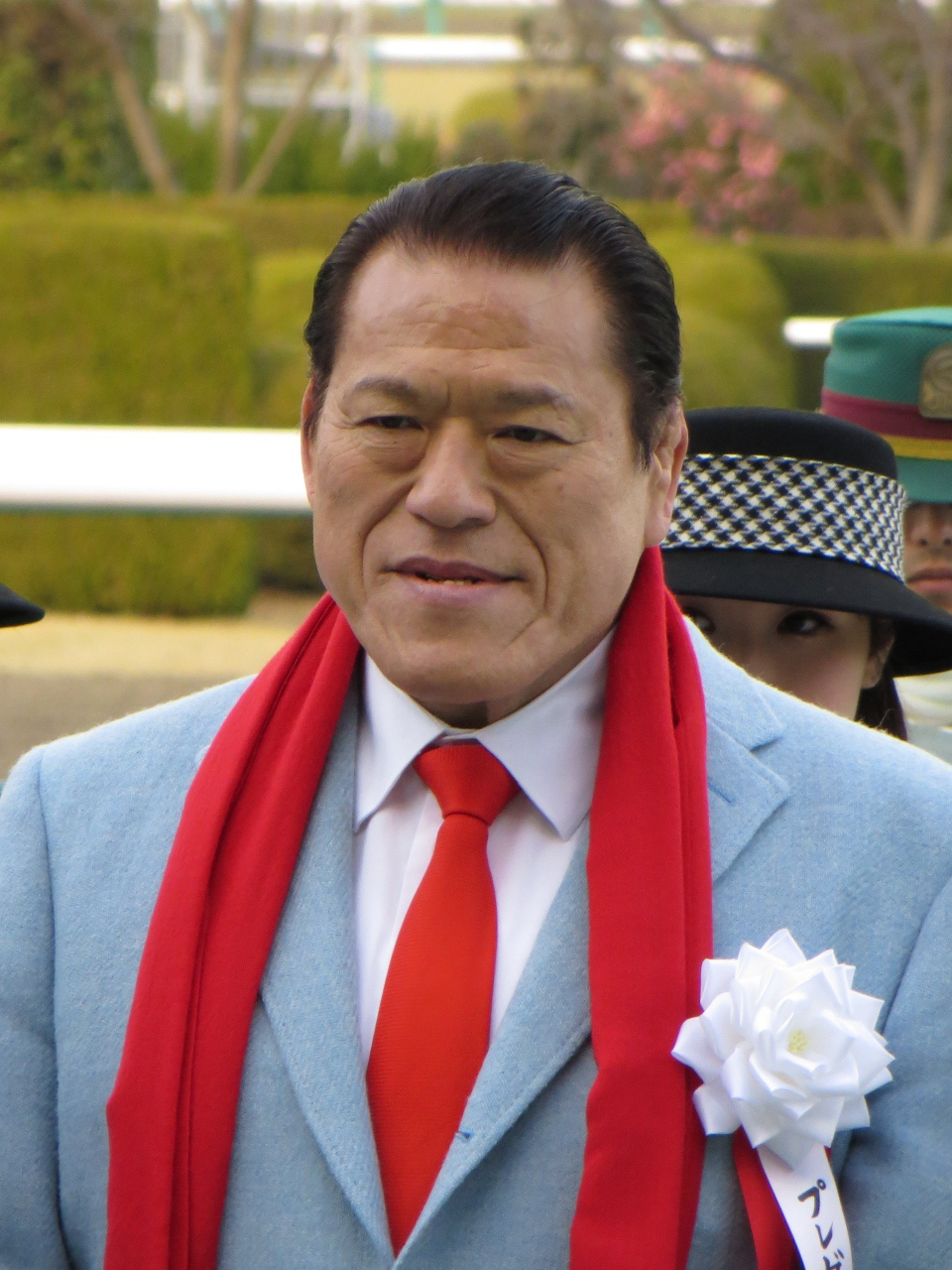
안토니오 이노키

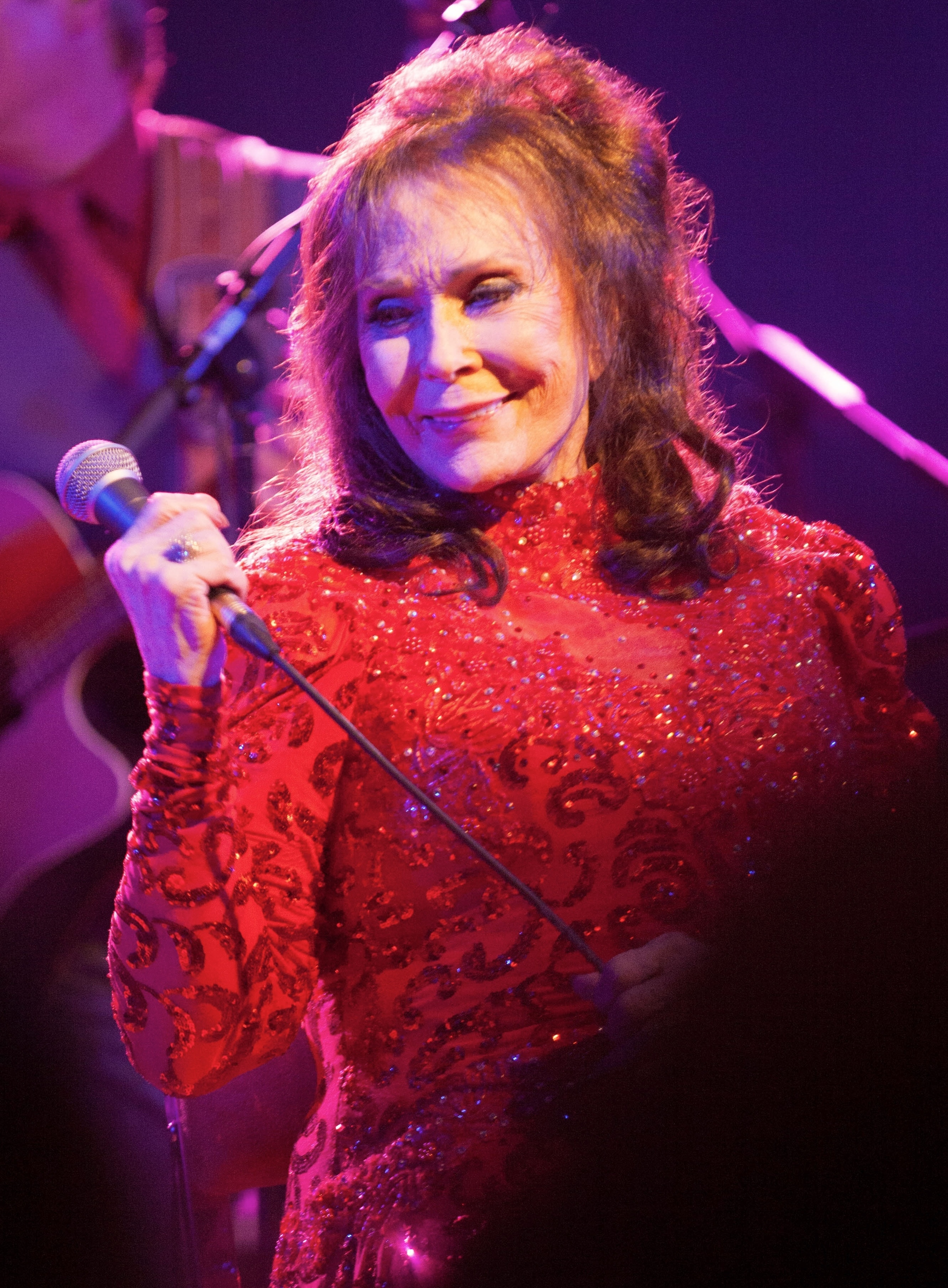
로레타 린

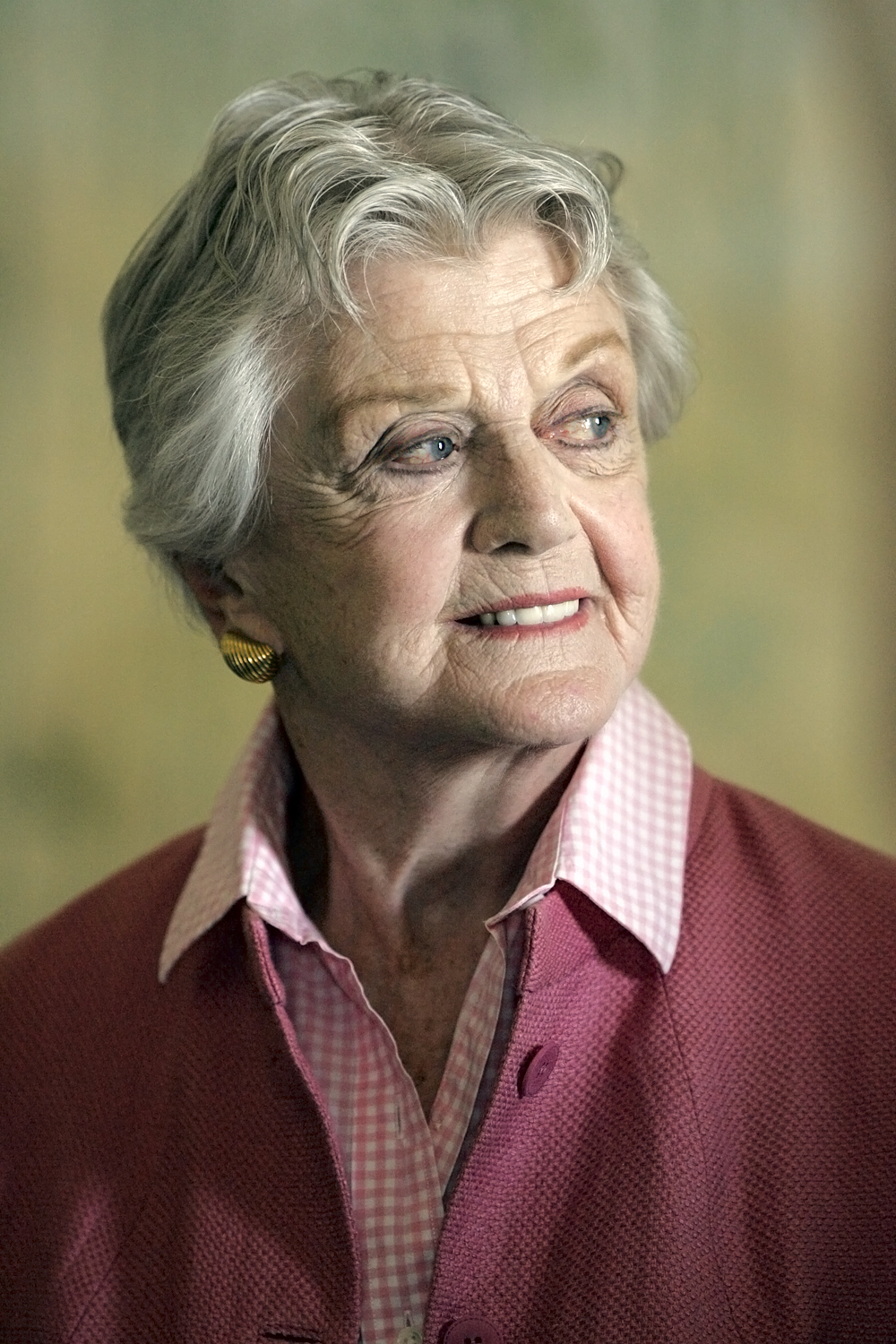
앤절라 랜즈베리

브루스 수터

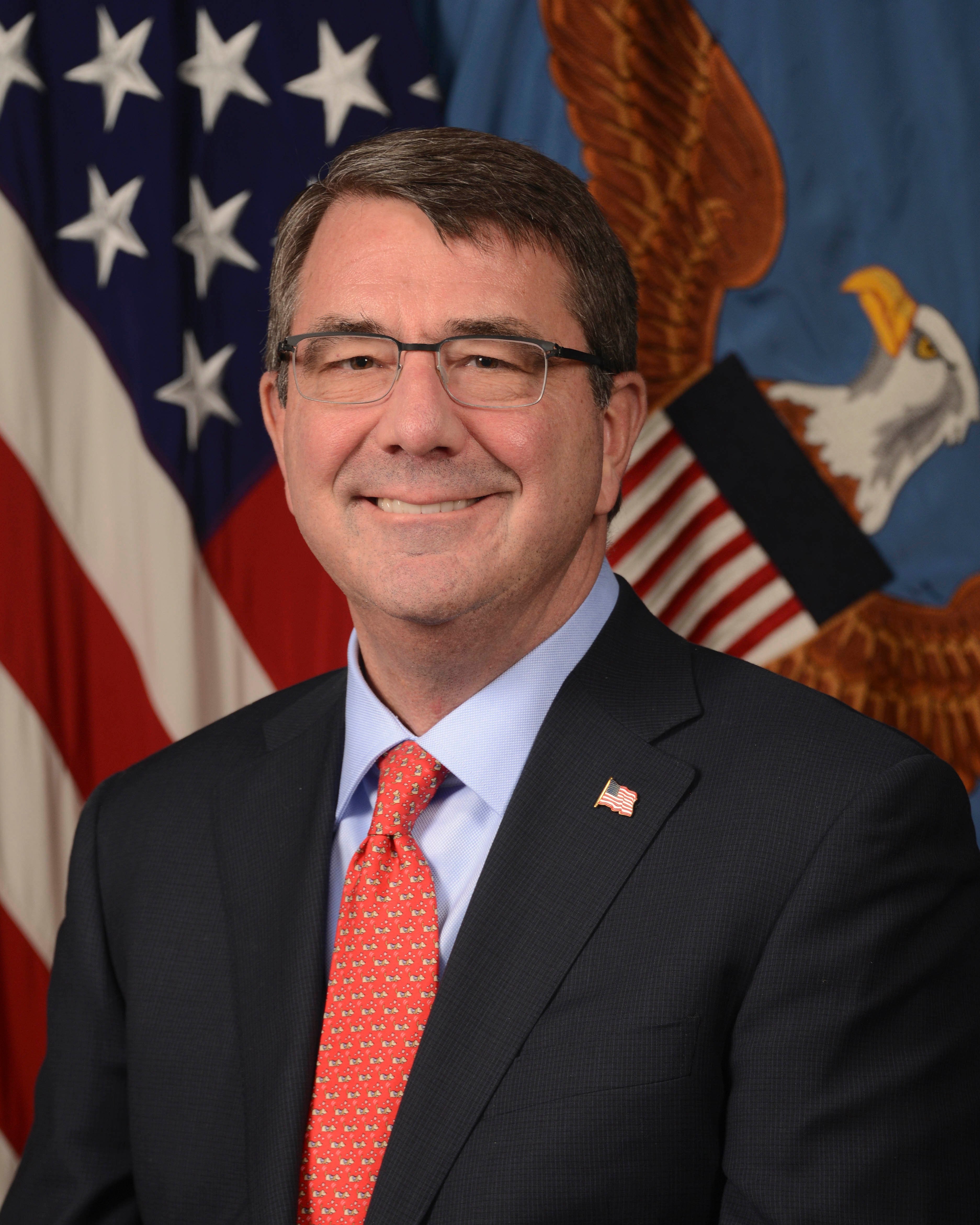
애슈턴 카터

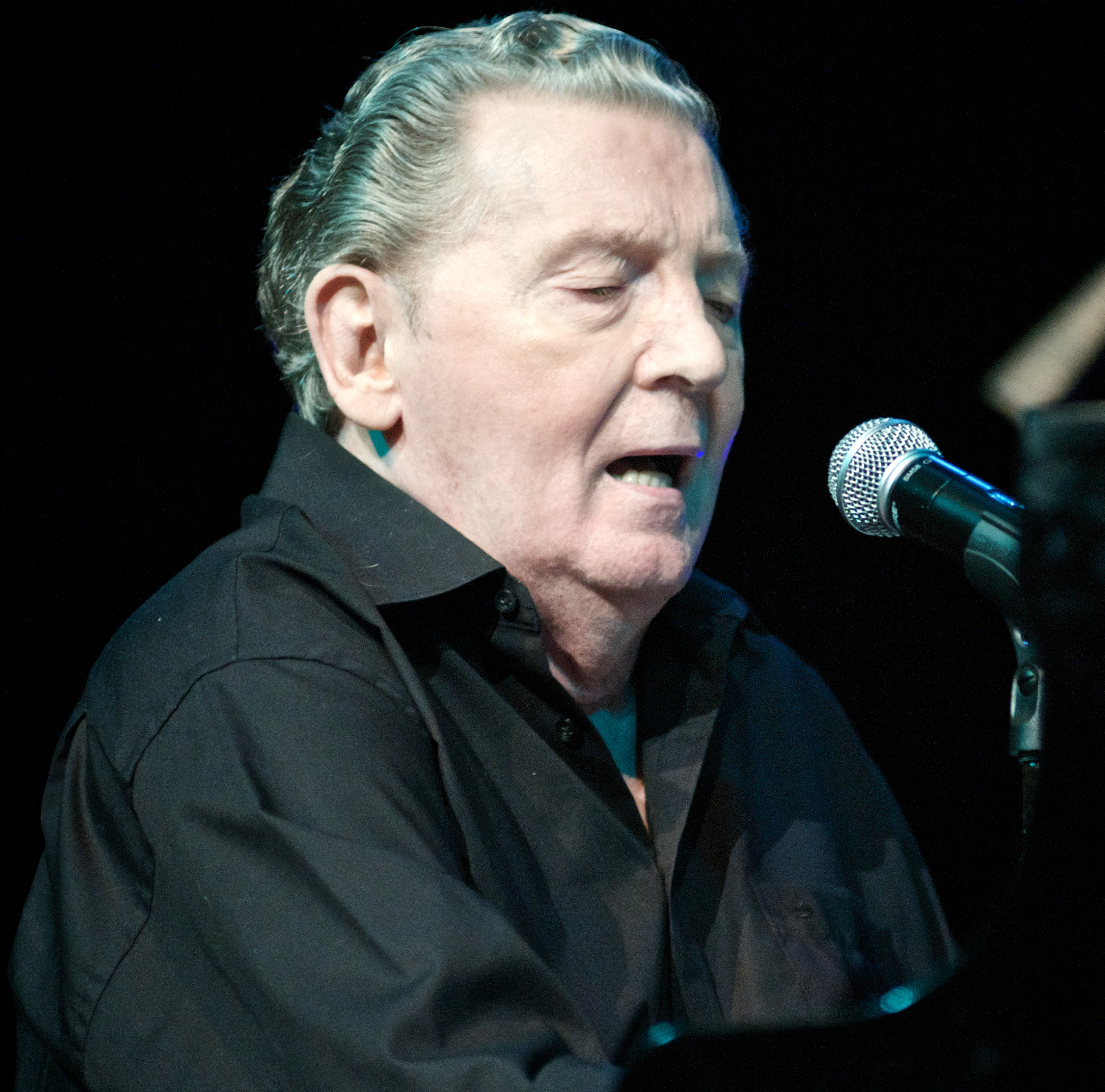
제리 리 루이스

테이크오프

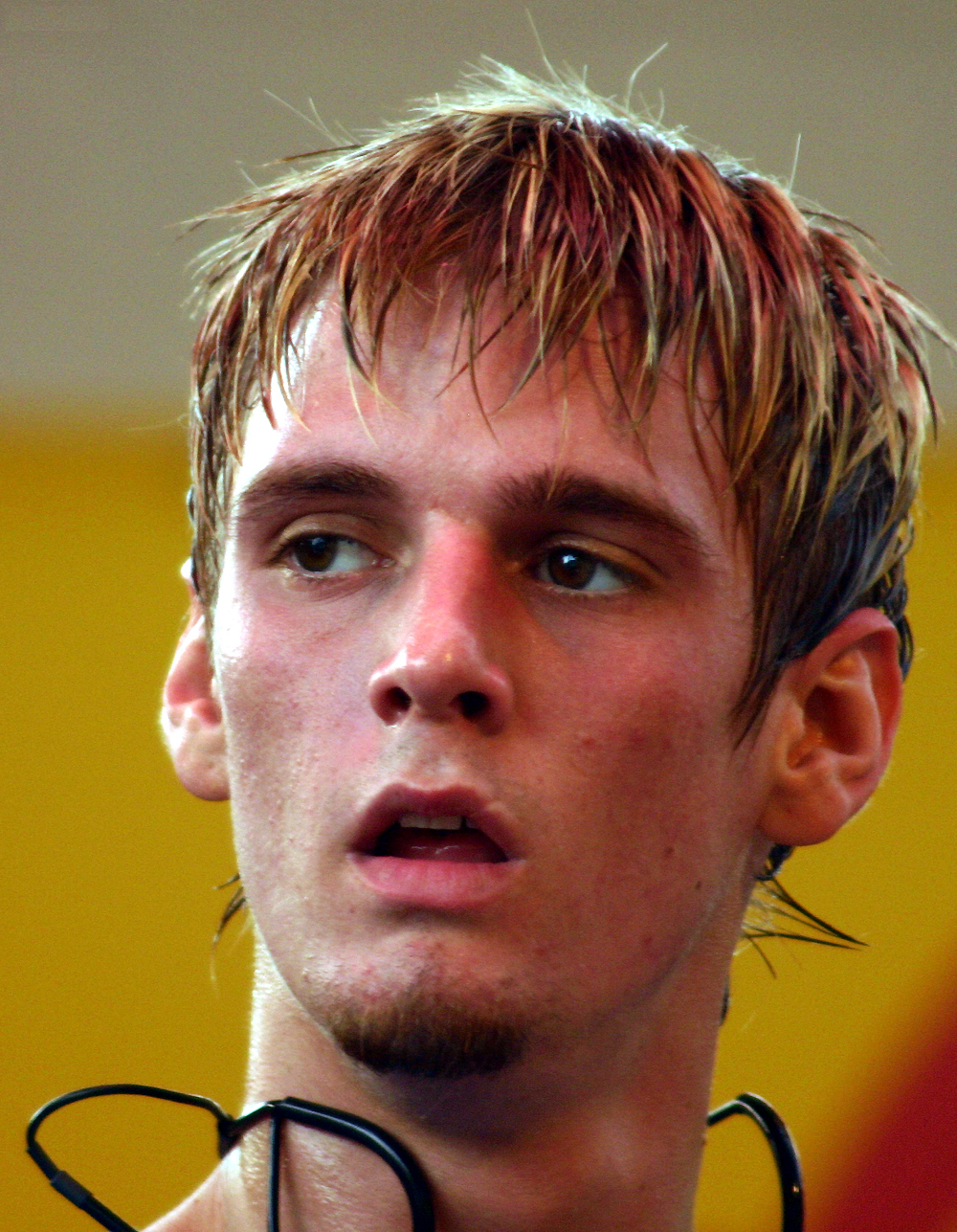
에런 카터

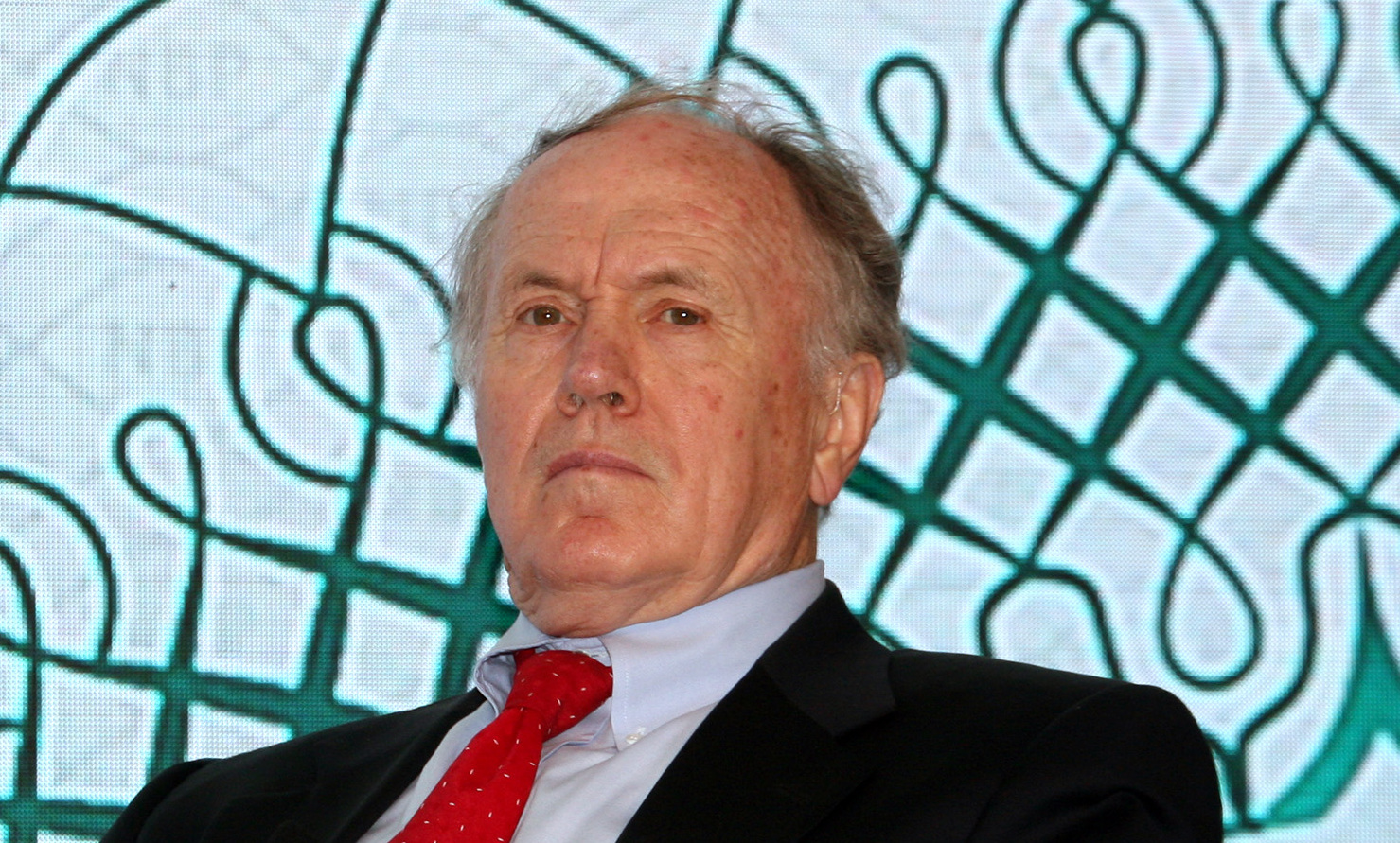
에드워드 프레스콧

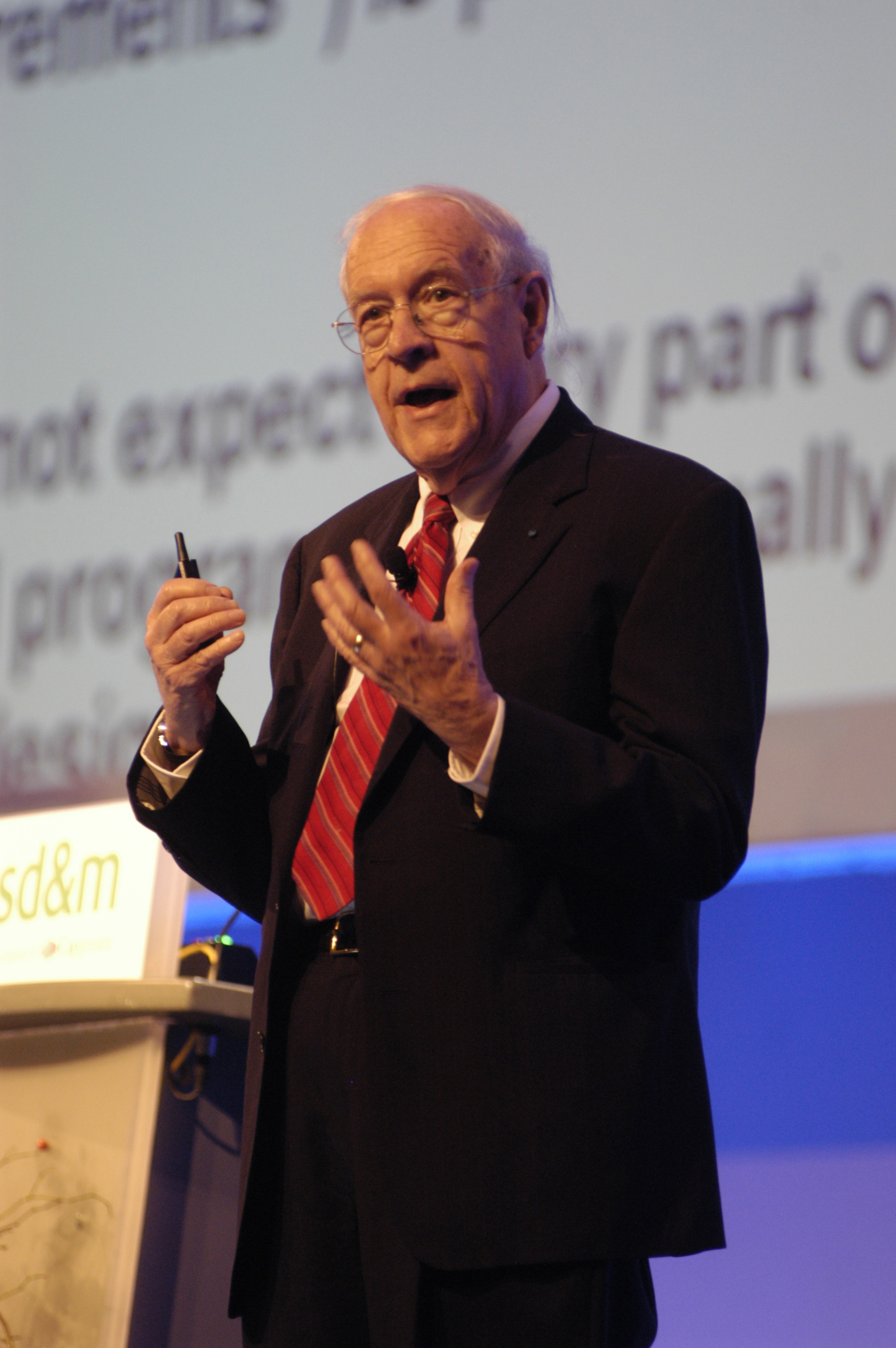
프레더릭 브룩스

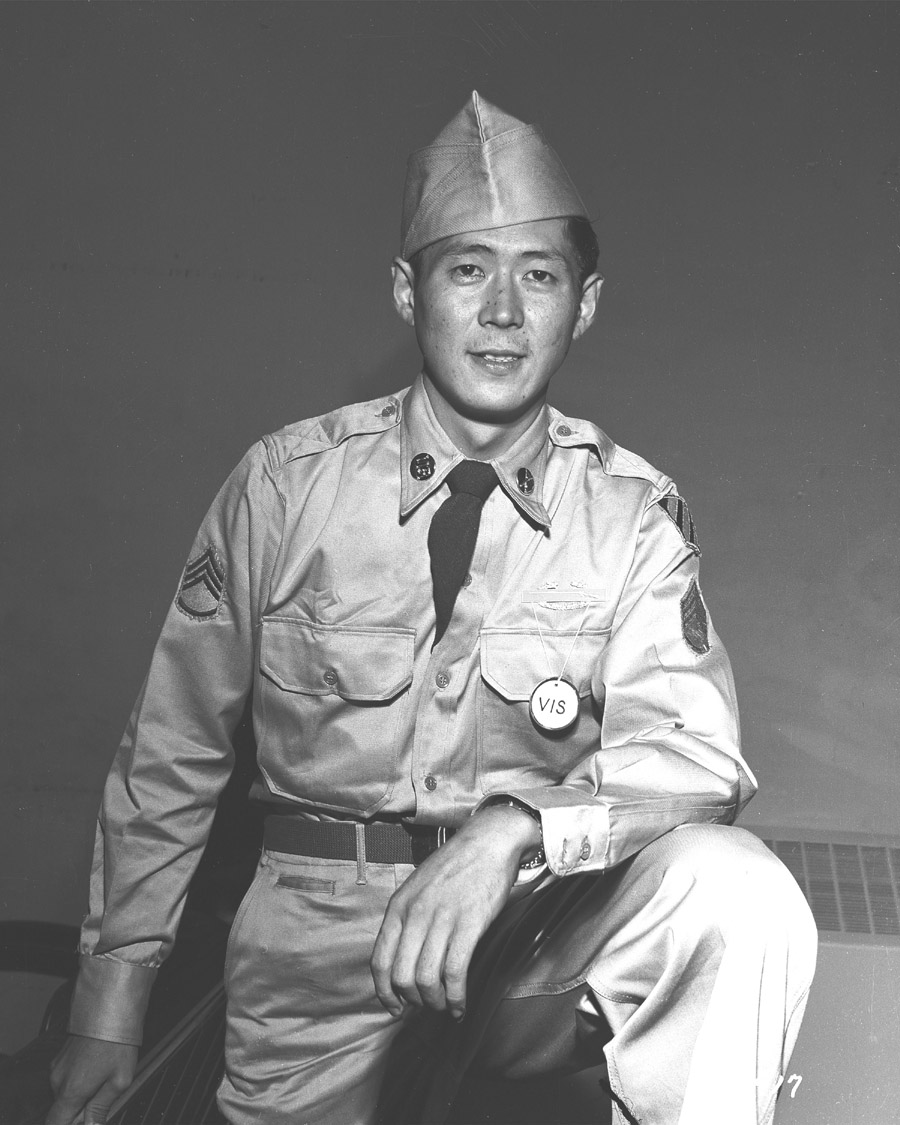
히로시 미야무라

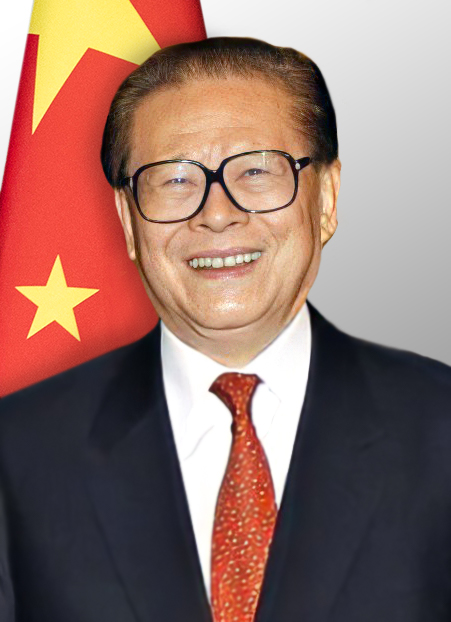
장쩌민

게일로드 페리

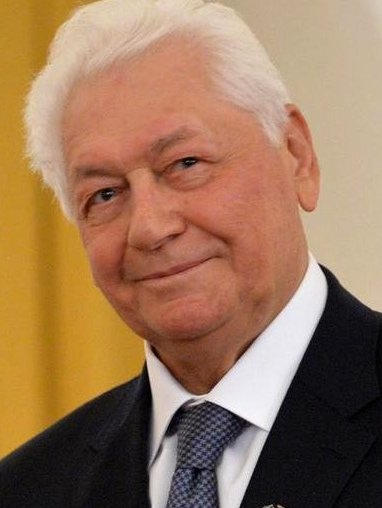
마고메달리 마고메도프

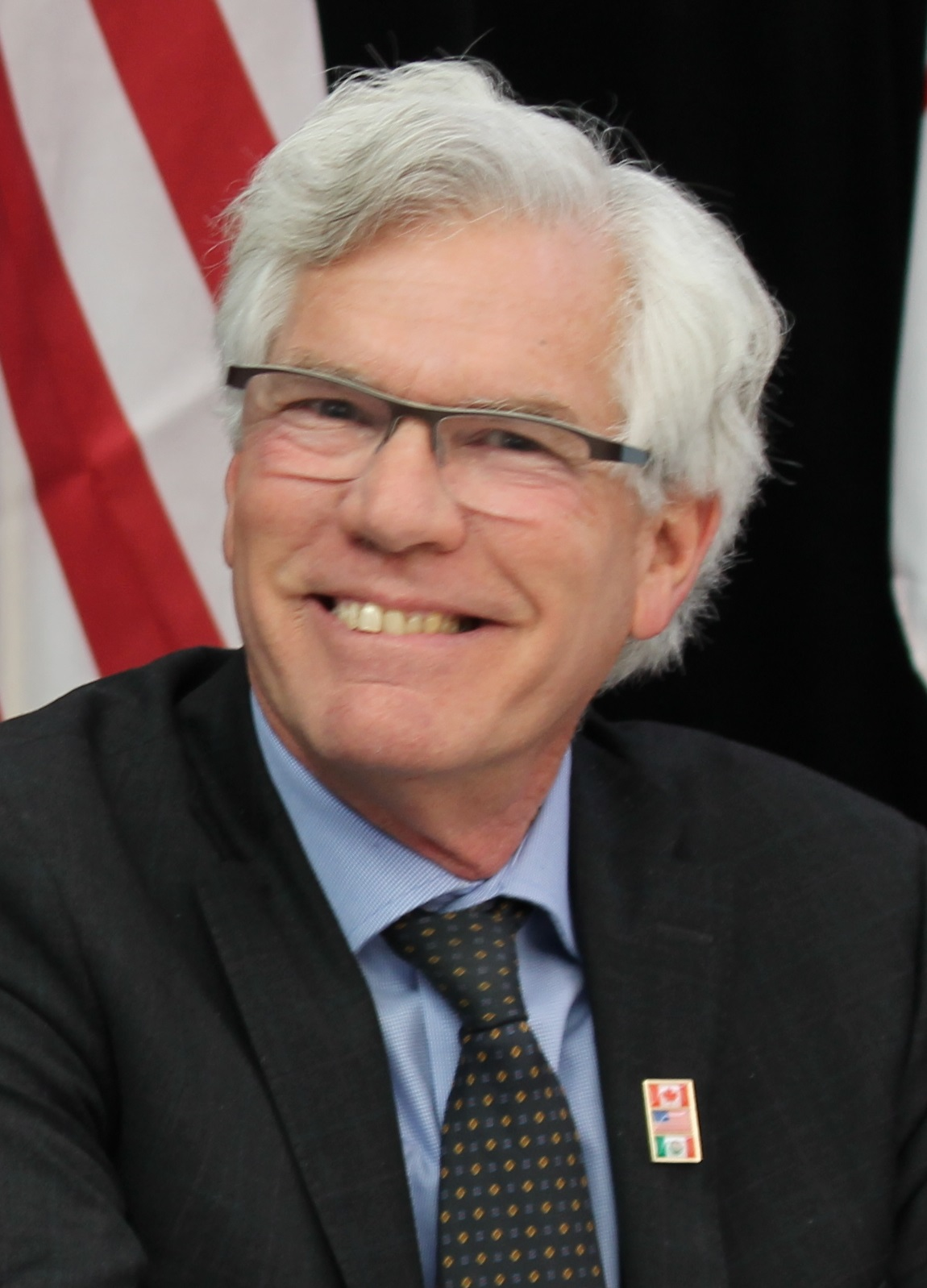
짐 카

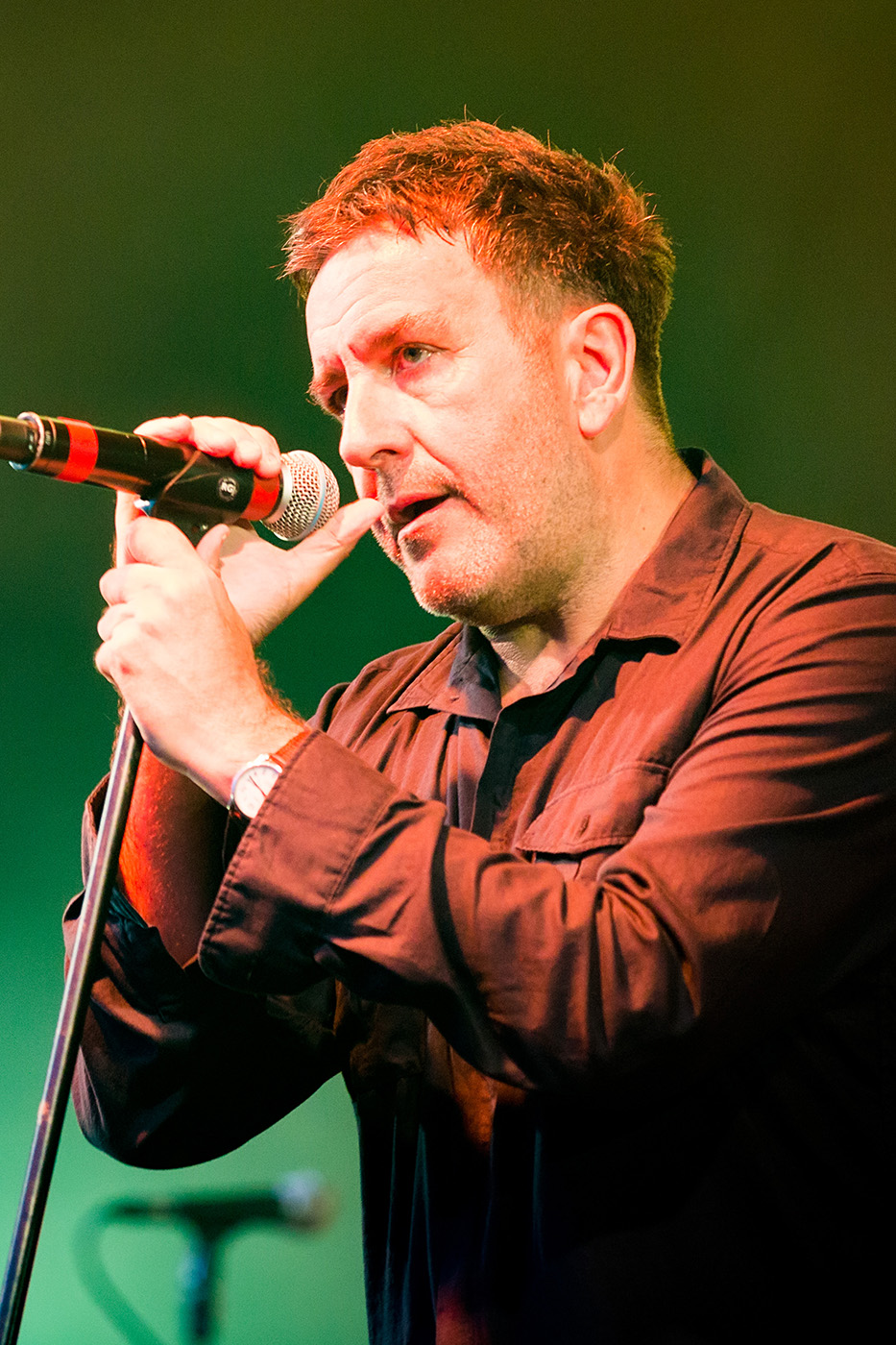
테리 홀

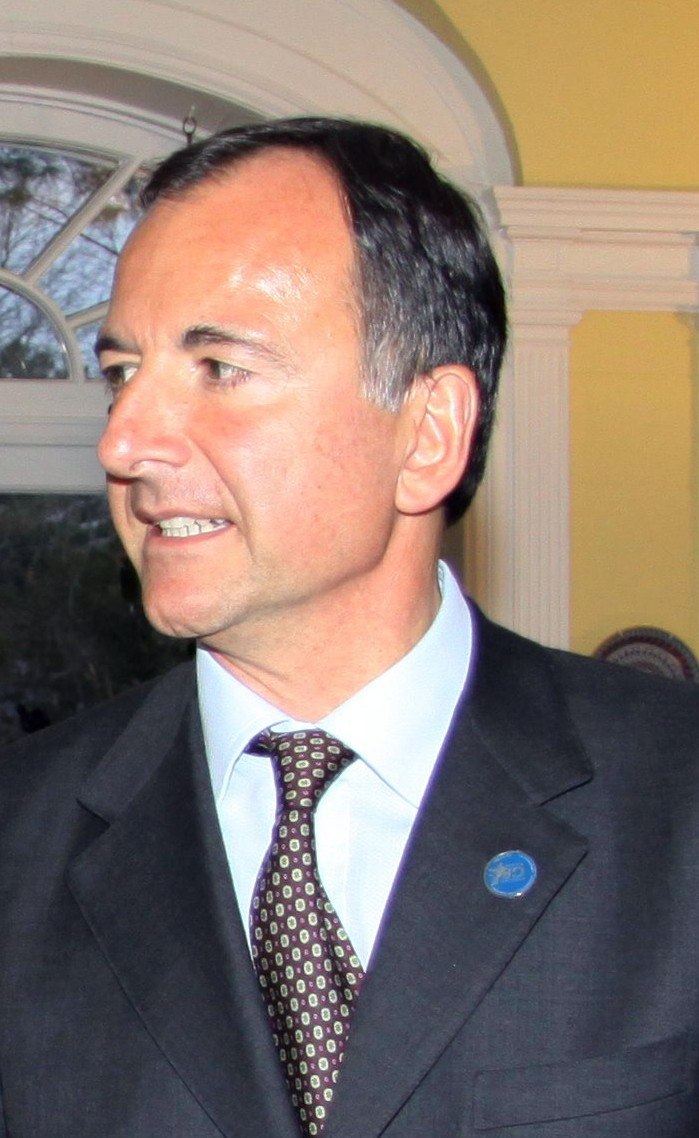
프란코 프라티니

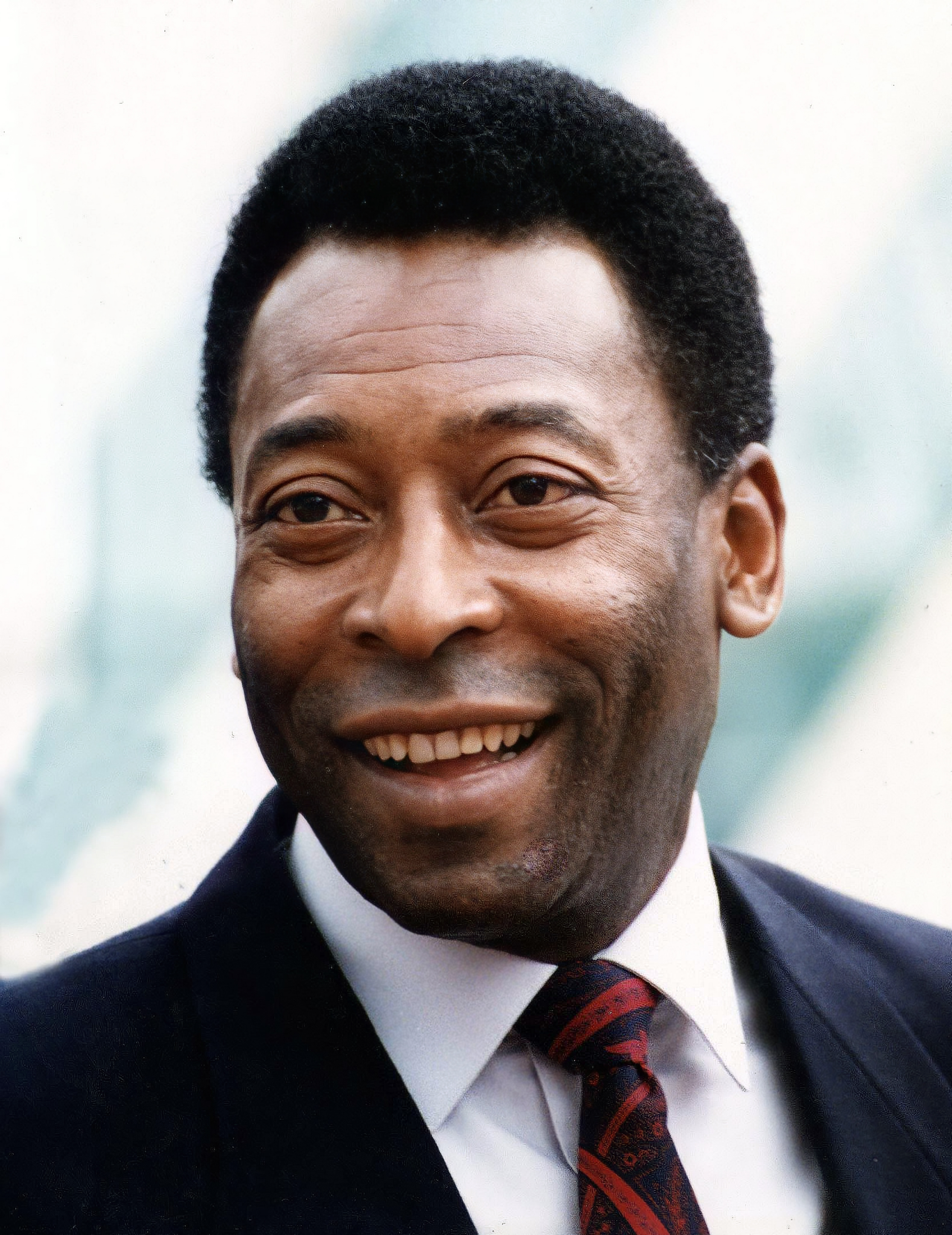
펠레

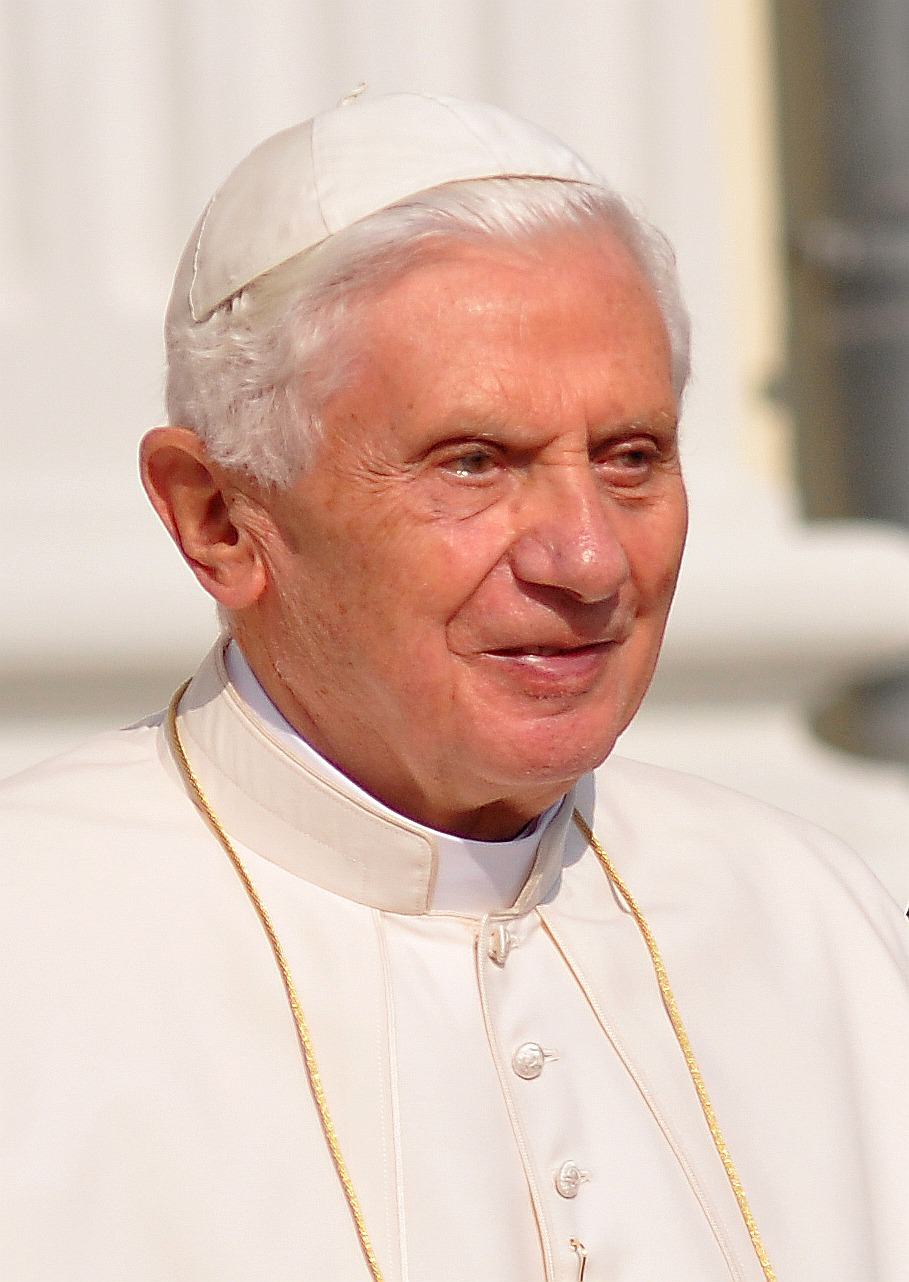
베네딕토 16세

### 1월
- 1월 1일
  - 대한민국의 종교학자 지명관
  - 미국의 영화배우 맥스 줄리엔
- 1월 2일
  - 대한민국의 정치인 이승율
  - 케냐의 고인류학자 리처드 리키
- 1월 3일
  - 조지아의 육상선수 빅토르 사네예프
  - 프랑스의 쌍둥이 보그다노프 형제
  - 대한민국의 시인 추영수
- 1월 4일 - 미국의 영화배우 조안 코플랜드
- 1월 5일
  - 대한민국의 배우 김미수
  - 대한민국의 기초자치단체장 김동성
  - 대한민국의 법조인 안상돈
- 1월 6일
  - 미국의 영화감독 피터 보그다노비치(1939~)
  - 미국의 영화배우 시드니 포이티어(1927~)
  - 필리핀의 소설작가 프란시스코 시오닐 호세
- 1월 7일 - 프랑스의 정치인 조제 에브라르
- 1월 8일
  - 태국의 가수 썬펫 썬쑤판
  - 영국의 기자 앤드루 제닝스
  - 소련의 역도선수 빅토르 마진
- 1월 9일
  - 미국의 희극배우 밥 서겟
  - 미국의 영화배우 두아인 히크먼
  - 일본의 정치인 가이후 도시키
- 1월 11일
  - 대한민국의 법관 윤성근
  - 터키의 축구선수 아흐메트 일마즈 찰리크
- 1월 12일
  - 대한민국의 농구코치 표명일(1975~)
  - 태국의 가수 와이폿 펫수판
  - 페루의 변호사 루이스 카스타녜다 로시오
  - 미국의 유튜버 아달리아 로즈
- 1월 14일
  - 대한민국의 목회자 김성광
  - 스페인의 건축가 리카르도 보필
- 1월 15일 - 이탈리아의 패션디자이너 니노 세루티
- 1월 16일
  - 말리의 제6대 대통령 이브라임 부바카르 케이타
  - 체코의 가수 하나 호르카
- 1월 17일 - 미국의 군인 메릴 뉴먼
- 1월 18일
  - 미국의 저널리스트 안드레 리언 탤리
  - 스페인의 축구선수 프란시스코 헨토
  - 영국의 통계학자 데이비드 콕스
- 1월 19일 - 프랑스의 영화배우 가스파르 윌리엘
- 1월 20일 - 미국의 가수 미트 로프
- 1월 21일
  - 대한민국의 정치인 강길만
  - 미국의 영화배우 루이 앤더슨
- 1월 22일
  - 베트남의 승려 틱낫한(1926~)
  - 대한민국의 검사 이종왕
- 1월 24일
  - 대한민국의 유튜버 잼미님(1995~)
  - 헝가리의 기계체조선수 촐라니 실베스테르
  - 브라질의 음모론자 올라부 지 카르발류
  - 터키의 영화배우 파트마 기리크
- 1월 25일
  - 대한민국의 정치인 오인택
  - 네덜란드의 축구선수 빔 얀선
- 1월 27일 - 조선민주주의인민공화국의 정치인 리용무
- 1월 28일
  - 대한민국의 교육학자 정범모
  - 미국의 영화배우 도널드 메이
- 1월 29일 - 미국의 희극배우 하워드 헤스먼
- 1월 30일
  - 미국의 영화배우 로버트 월
  - 소련의 영화배우 레오니트 쿠라블료프
- 1월 31일 - 미국의 영화배우 칼턴 카펜터

### 2월
- 2월 1일
  - 대한민국의 방송인 허참(1949~)
  - 일본의 정치인 이시하라 신타로(1932~)
- 2월 2일 - 이탈리아의 영화배우 모니카 비티
- 2월 3일
  - 이라크 레반트 이슬람 국가의 지도자 아부 이브라힘 알하셰미 알쿠라이시
  - 그리스의 제4대 대통령 흐리스토스 사르체타키스
- 2월 4일
  - 대한민국의 배구선수 김인혁(1995~)
  - 대한민국의 교육자 이원희
- 2월 5일
  - 대한민국의 정치인 조순승
  - 일본의 소설가 니시무라 겐타
- 2월 6일
  - 인도의 영화배우 라타 망게슈카르
  - 미국의 작곡가 조지 크럼
- 2월 7일 - 대한민국의 노동운동가 박종근
- 2월 8일
  - 오스트리아의 작가 게르하르트 로스
  - 프랑스의 생물학자 뤼크 몽타니에
- 2월 9일
  - 미국의 야구선수 제러미 지암비
  - 잉글랜드의 색소폰연주자 이언 맥도널드
- 2월 11일
  - 대한민국의 기업인 구자홍
  - 독일의 목사 파울 슈나이스
- 2월 12일 - 캐나다의 영화감독 아이번 라이트먼
- 2월 13일 - 대한민국의 건축가 이수형
- 2월 14일
  - 대한민국의 기업인 유상열
  - 대한민국의 법조인 김윤경
- 2월 15일 - 대한민국의 정치인 정창화
- 2월 17일
  - 대한민국의 정치인 김진수
  - 이탈리아의 가수 파우스토 칠리아노
- 2월 18일
  - 미국의 영화배우 브래드 존슨
  - 중화인민공화국의 영화배우 레오 퐁
  - 일본의 라디오진행자 이치몬지 야타로
- 2월 19일 - 일본의 축구선수 미무라 가쿠이치
- 2월 20일
  - 미국의 가수 조니 제임스
  - 소련의 수영선수 알렉산드르 시도렌코
- 2월 21일
  - 대한민국의 성우 오승룡
  - 홍콩의 영화배우 추위안
- 2월 22일 - 영국의 영화배우 애너 카렌
- 2월 23일 - 이탈리아의 가수 안토니에타 스텔라
- 2월 24일
  - 과테말라의 정치인 로베르토 카르피오 니코예
  - 미국의 영화배우 샐리 켈러먼
  - 우크라이나의 군인 비탈리 스카쿤
  - 불가리아의 육상선수 이반카 흐리스토바
  - 동독의 수영선수 카틀렌 노르트
- 2월 25일 - 대한민국의 영화감독 변장호
- 2월 26일 - 대한민국의 문학평론가 이어령(1933~)
- 2월 27일
  - 대한민국의 기업인 김정주
  - 영국의 영화배우 베로니카 칼슨

### 3월
- 3월 1일
  - 대한민국의 화가 김병기(1916~)
  - 미국의 영화배우 콘래드 제니스
- 3월 2일
  - 미국의 영화감독 앨런 래드 주니어
  - 미국의 영화배우 자니 브라운
  - 러시아의 장군 안드레이 수호베츠키
- 3월 3일
  - 일본의 소설가 니시무라 교타로
  - 미국의 영화배우 팀 콘시딘
- 3월 4일
  - 미국의 영화배우 미첼 라이언
  - 대한민국의 농구선수 선가희(2000~)
  - 오스트레일리아의 크리켓선수 셰인 원
- 3월 6일
  - 대한민국의 공무원 오영호
  - 우크라이나의 영화배우 파울로 리
- 3월 8일
  - 대한민국의 정치인 김충수
  - 일본의 재즈연주자 스즈키 이사오
- 3월 10일
  - 대한민국의 정치인 윤형상
  - 태국의 영화배우 소라풍 찻리
- 3월 11일
  - 세르비아의 축구선수 네보이샤 부치체비치
  - 잠비아의 제4대 대통령 루피아 반다
- 3월 12일 - 이스라엘의 사격선수 헨리 헤르스코비치
- 3월 13일 - 미국의 영화배우 윌리엄 허트
- 3월 14일
  - 미국의 육상선수 찰스 그린
  - 일본의 영화배우 타카라다 아키라
- 3월 15일 - 미국의 태양물리학자 유진 파커
- 3월 16일
  - 대한민국의 정치인 홍성우
  - 미국의 야구선수 랠프 테리
  - 에스토니아의 영화배우 헬레네 반나리
- 3월 17일
  - 오스트리아의 건축가 크리스토퍼 알렉산더
  - 우크라이나의 영화배우 옥사나 슈베츠
- 3월 18일 - 미국의 정치인 돈 영
- 3월 19일 - 오스트레일리아의 영화배우 앨런 홉굿
- 3월 21일 - 캐나다의 영화배우 로런스 데인
- 3월 23일
  - 대한민국의 가수 오기택
  - 미국의 정치인 매들린 올브라이트
- 3월 25일
  - 대한민국의 프로듀서 윤흥식
  - 대한민국의 국어학자 박용수
  - 미국의 음악가 테일러 호킨스
- 3월 26일
  - 대한민국의 헌법학자 김철수
  - 대한민국의 음악프로듀서 방준석
- 3월 27일
  - 아르헨티나의 영화배우 엔리케 핀티
  - 아제르바이잔의 제1대 대통령 아야즈 뮈탤리보프
- 3월 28일
  - 대한민국의 물리학자 최덕인
  - 미국의 영화배우 배리 영펠로우
- 3월 29일 - 미국의 영화배우 폴 허만
- 3월 30일 - 대한민국의 정치인 황교선

### 4월
- 4월 1일 - 대한민국의 기업인 송삼석
- 4월 2일
  - 대한민국의 배우 임정하
  - 미국의 영화배우 에스텔 해리스
  - 이탈리아의 축구선수 실비오 론고부코
  - 칠레의 축구선수 레오넬 산체스
- 4월 3일
  - 브라질의 작가 리지아 파군지스 텔리스
  - 미국의 야구선수 토미 데이비스
- 4월 5일
  - 미국의 가수 보비 라이델
  - 미국의 영화배우 네헤미아 퍼소프
  - 미국의 분자생물학자 시드니 올트먼
  - 체코슬로바키아의 사격선수 요세프 파나체크
- 4월 6일
  - 러시아의 정치인 블라디미르 지리놉스키
  - 체코슬로바키아의 피겨스케이팅선수 카롤 디빈
- 4월 7일 - 일본의 만화가 후지코 후지오 A
- 4월 8일
  - 미국의 언어학자 알렉산더 보빈
  - 일본의 성우 마츠시마 미노리
- 4월 9일
  - 독일의 영화배우 우베 봄
  - 영국의 소설가 잭 히긴스
- 4월 10일 - 캐나다의 육상선수 디자이 윌리엄스
- 4월 11일 - 대한민국의 의사 장윤석
- 4월 12일 - 미국의 영화배우 길버트 갓프리드
- 4월 13일 - 프랑스의 영화배우 미셀 부케
- 4월 15일
  - 대한민국의 정치인 임방현
  - 미국의 영화배우 리즈 셰리던
- 4월 16일 - 독일의 축구선수 요아힘 슈트라이히
- 4월 17일
  - 프랑스의 가수 캐서린 스파크
  - 루마니아의 피아니스트 라두 루푸
- 4월 19일
  - 일본의 슈퍼센테네리언 다나카 가네(1903~)
  - 대한민국의 의사 안영모
- 4월 20일
  - 대한민국의 법조인 한승헌
  - 미국의 연극배우 로버트 모스
- 4월 21일
  - 케냐의 제3대 대통령 음와이 키바키
  - 프랑스의 영화배우 자크 페랭
- 4월 23일
  - 대한민국의 군인 황영시
  - 미국의 정치인 오린 해치
- 4월 25일
  - 대한민국의 작가 이외수
  - 대한민국의 정치인 나웅배
  - 캐나다의 가수 수전 잭스
- 4월 26일 - 독일의 작곡가 클라우스 슐체
- 4월 27일
  - 대한민국의 방송연출가 유길촌
  - 홍콩의 영화배우 쩡장
- 4월 28일
  - 미국의 만화가 닐 애덤스
  - 스페인의 영화배우 후안 디에고
- 4월 29일
  - 대한민국의 군인 서동렬
  - 미국의 영화배우 마이크 하제티
- 4월 30일 - 미국의 영화배우 나오미 저드

### 5월
- 5월 1일
  - 대한민국의 발레무용수 김희선
  - 유고슬라비아의 축구선수 이비차 오심
- 5월 3일 - 벨라루스의 제1대 대통령 스타니슬라우 슈시케비치
- 5월 4일 - 대한민국의 정치인 백남치
- 5월 6일
  - 대한민국의 한학자 기세춘
  - 미국의 만화가 조지 페레스
  - 일본의 작곡가 안도 사네치카
- 5월 7일 - 대한민국의 영화배우 강수연(1966~)
- 5월 8일
  - 대한민국의 시인 김지하(1941~)
  - 미국의 영화배우 프레드 워드
- 5월 9일 - 대한민국의 요리연구가 한정혜
- 5월 10일
  - 대한민국의 배우 이일웅(1942~)
  - 우크라이나의 제1대 대통령 레오니드 크라우추크
- 5월 13일
  - 덴마크의 물리학자 벤 로위 모텔손
  - 아랍에미리트의 제2대 대통령 할리파 빈 자이드 나하얀
  - 조선민주주의인민공화국의 정치인 양형섭
  - 일본의 법조인 구마자키 가쓰히코
  - 일본의 바이올린연주자 고지마 히데오
- 5월 14일 - 대한민국의 법조인 배만운
- 5월 15일
  - 대한민국의 정치인 고귀남
  - 대한민국의 지질학자 정창희
  - 대한민국의 법조인 윤일영
  - 폴란드의 영화배우 예지 트렐라
  - 독일의 영화배우 라이너 바제도
- 5월 16일 - 미국의 영화배우 존 아일워드
- 5월 17일
  - 대한민국의 정치인 정래혁
  - 스페인의 축구선수 프란시스코 로드리게스 가르시아
  - 그리스의 작곡가, 기타리스트 반젤리스
- 5월 19일 - 조선민주주의인민공화국의 정치인 현철해
- 5월 21일 - 미국의 신학자 로즈메리 래드퍼드 류터
- 5월 23일 - 대한민국의 정치인 이기원
- 5월 26일
  - 대한민국의 영화배우 신일룡
  - 대한민국의 배우 이얼
  - 미국의 영화배우 레이 리오타
  - 이탈리아의 정치인 치리아코 데 미타
  - 잉글랜드의 음악가 앨런 화이트
- 5월 27일
  - 대한민국의 개그맨 임준혁
  - 이탈리아의 추기경 안젤로 소다노
- 5월 28일
  - 미국의 영화배우 보 홉킨스
  - 상투메 프린시페의 제10대 대통령 이바리슈투 카르발류
  - 알바니아의 제6대 대통령 부야르 니샤니
- 5월 29일
  - 대한민국의 사회운동가 정동년
  - 라트비아의 영화배우 아우스마 지에도네칸타네
- 5월 30일 - 브라질의 영화배우 밀톤 곤칼베스
- 5월 31일 - 대한민국의 행정학자 안병만

### 6월
- 6월 1일 - 대한민국의 정치인 조덕현
- 6월 2일
  - 대한민국의 드라마작가 나연숙
  - 일본의 기업인 이데이 노부유키
- 6월 4일 - 러시아의 KGB 요원 드미트리 콥툰
- 6월 5일 - 미국의 음악가 앨릭 존 서치
- 6월 6일
  - 대한민국의 군인 이희성
  - 이탈리아의 테니스선수 잔니 클레리치
- 6월 7일
  - 미국의 역도선수 아이작 버거
  - 오스트레일리아의 영화배우 토미 다이사트
- 6월 8일 - 대한민국의 방송인 송해(1927~)
- 6월 9일 - 캐나다의 영화배우 맷 짐머맨
- 6월 10일 - 그리스의 신학자 소티리오스 트람바스
- 6월 11일 - 일본의 성우 타키자와 쿠미코
- 6월 12일
  - 대한민국의 정치인 김학송
  - 미국의 영화배우 필립 베이커 홀
- 6월 15일
  - 대한민국의 아이스하키선수 조민호
  - 미국의 영화배우 모린 아서
  - 일본의 시인 모리사키 가즈에
- 6월 16일 - 미국의 만화가 팀 세일
- 6월 17일 - 프랑스의 영화배우 장루이 트랭티냥
- 6월 19일 - 대한민국의 교수 주선애
- 6월 21일
  - 대한민국의 언론인 김대곤
  - 미국의 영화배우 제임스 라도
  - 네덜란드의 물리학자 요안 반데르발스
- 6월 22일 - 에스토니아의 육상선수 유리 타르마크
- 6월 23일
  - 대한민국의 정치인 조순
  - 독일의 영화배우 에른스트 야코비
- 6월 26일 - 미국의 영화배우 메리 마라
- 6월 27일 - 미국의 영화배우 조 터켈
- 6월 28일
  - 대한민국의 공무원 윤미량
  - 튀니지의 영화배우 히쳄 로스텀
- 6월 29일 - 대한민국의 교육학자 권대봉
- 6월 30일 - 미국의 유튜버 테크노블레이드

### 7월
- 7월 1일 - 대한민국의 정치인 정주환
- 7월 2일
  - 멕시코의 영화배우 수사나 도사만테스
  - 영국의 연출가 피터 브룩
- 7월 3일 - 미국의 화학자 로버트 컬
- 7월 5일 - 대한민국의 의학자 이호왕
- 7월 6일
  - 대한민국의 정치인 김우경
  - 일본의 만화가 타카하시 카즈키
  - 미국의 영화배우 제임스 칸
- 7월 7일 - 미국의 영화배우 애덤 웨이드
- 7월 8일
  - 대한민국의 정치인 김부열
  - 멕시코의 제57대 대통령 루이스 에체베리아
  - 미국의 영화배우 그레고리 이친
  - 미국의 영화배우 래리 스토치
  - 미국의 영화배우 토니 시리코
  - 앙골라의 제2대 대통령 조제 에두아르두 두스 산투스
  - 일본의 제90·96~98대 내각총리대신 아베 신조
- 7월 9일 - 미국의 영화배우 L. Q. 존스
- 7월 10일
  - 대한민국의 축구선수 조정현
  - 일본의 제12대 재무재신 후지이 히로히사
- 7월 13일 - 프랑스의 영화배우 샤를로트 발랑드레
- 7월 14일
  - 이탈리아의 기자 에우제니오 스칼파리
  - 체코의 모델 이바나 트럼프
  - 페루의 제51대 대통령 프란시스코 모랄레스 베르무데스
- 7월 17일 - 대한민국의 군인 김종곤
- 7월 18일
  - 대한민국의 정치인 장경순
  - 미국의 조각가 클라스 올든버그
- 7월 19일 - 미국의 가수 Q 라자루스
- 7월 20일 - 대한민국의 정치인 조성준
- 7월 21일 - 독일의 축구선수 우베 젤러
- 7월 22일 - 미국의 야구선수 드와이트 스미스
- 7월 24일 - 잉글랜드의 영화배우 데이비드 워너
- 7월 25일
  - 북아일랜드의 행정수반 데이비드 트림블
  - 미국의 영화배우 폴 소비노
  - 일본의 배우 시마다 요코
  - 영국의 과학자 제임스 러브록
- 7월 26일 - 일본의 살인자 가토 도모히로
- 7월 27일
  - 대한민국의 독립운동가 승병일
  - 미국의 신학자 로널드 사이더
  - 미국의 영화배우 메리 앨리스
  - 영국의 영화배우 버나드 크리빈스
- 7월 29일
  - 대한민국의 교육공무원 김영식
  - 대한민국의 가수 남상규
- 7월 30일
  - 대한민국의 정치인 양명모
  - 미국의 영화배우 니셸 니컬스
  - 미국의 영화배우 팻 캐럴
- 7월 31일
  - 소련의 KGB 의장 바딤 바카틴
  - 필리핀의 제12대 대통령 피델 V. 라모스(1928~)
  - 미국의 농구선수 빌 러셀
  - 알카에다의 2대수장 아이만 알자와히리

### 8월
- 8월 1일
  - 대한민국의 교육학자 권이종
  - 대한민국의 정치인 윤명노
  - 일본의 성우 오오타케 히로시
- 8월 2일
  - 대한민국의 정치인 주돈식
  - 미국의 스포츠캐스터 빈 스컬리
- 8월 3일
  - 대한민국의 경제관료 이기호
  - 대한민국의 시인 정선기
- 8월 4일 - 대한민국의 기업인 어준선
- 8월 5일
  - 미국의 영화배우 크루 굴레이저
  - 필리핀의 영화배우 셰리 힐
- 8월 7일 - 미국의 영화배우 로저 E. 모슬리
- 8월 8일
  - 대한민국의 배우 김성원
  - 대한민국의 관료 이상희
  - 오스트레일리아의 가수, 영화배우 올리비아 뉴턴존
- 8월 9일 - 영국의 작가 레이먼드 브릭스
- 8월 10일
  - 대한민국의 정치인 김상조
  - 대한민국의 물리학자 문국진
  - 미국의 지리학자 이 푸 투안
- 8월 11일
  - 멕시코의 영화배우 마누엘 오제다
  - 프랑스의 삽화가 장자크 상페
- 8월 12일
  - 독일의 영화감독 볼프강 페테르젠
  - 미국의 영화배우 앤 헤이치
- 8월 18일
  - 대한민국의 배우 이병철
  - 미국의 영화배우 버지니아 패튼
  - 태국의 영화배우 솜밧 메타니
  - 미국의 육상선수 존 파월
- 8월 20일 - 러시아의 저널리스트 다리야 두기나
- 8월 21일 - 대한민국의 문학평론가 홍정선
- 8월 22일 - 대한민국의 정치인 허대만
- 8월 23일
  - 남아메리카의 원주민 구덩이의 남자 (시신이 발견된 날짜)
  - 대한민국의 군인 김종환
- 8월 24일 - 일본의 기업인 이나모리 가즈오
- 8월 29일
  - 남아프리카공화국의 영화배우 샬비 딘
  - 대한민국의 배우 유주은(1995~)
- 8월 30일 - 소련의 정치인 미하일 고르바초프(1931~)
- 8월 31일
  - 대한민국의 정치인 고민수
  - 대한민국의 소설가 방영웅

### 9월
- 9월 2일 - 미국의 천문학자 프랭크 드레이크
- 9월 4일
  - 대한민국의 역도 선수 이형근
  - 스웨덴의 영화배우 보 브런딘
- 9월 7일 - 미국의 영화배우 마샤 헌트
- 9월 8일 - 영국의 여왕 엘리자베스 2세(1926~)
- 9월 9일
  - 미국의 영화배우, 각본가 마크 밀러
  - 미국의 영화배우 잭 깅
- 9월 11일 - 스페인의 소설가 하비에르 마리아스
- 9월 13일
  - 대한민국의 정치인 서대숙
  - 오스트레일리아의 영화배우 잭 찰스
  - 프랑스, 스위스의 영화감독 장뤽 고다르
- 9월 14일
  - 대한민국의 정치인 박병윤
  - 그리스의 영화배우, 가수 이레네 파파스
  - 미국의 연극영화배우 헨리 실바
- 9월 15일
  - 대한민국의 야구감독 이재환
  - 미국의 철학자 솔 크립키
- 9월 16일 - 이란 경찰 구금 중 사망한 쿠르드 여성 마흐사 아미니
- 9월 17일
  - 대한민국의 싱어송라이터 박정운
  - 네덜란드의 천문학자 마르턴 스밋
- 9월 18일
  - 미국의 공학자, 교육자 닉 홀로니악
  - 튀르키예의 레슬링선수 무스타파 다으스탄르
- 9월 19일 - 러시아의 우주인  발레리 폴랴코프
- 9월 20일
  - 대한민국의 교육학자 문병집
  - 대한민국의 정치인 최우근
- 9월 22일 - 영국의 소설가 힐러리 맨텔
- 9월 23일
  - 미국의 영화배우 루이즈 플레처
  - 폴란드의 영화배우 프란치셰크 피에치카
- 9월 24일
  - 대한민국의 시인 이운룡
  - 멕시코의 영화배우 키튼 나티비더드
- 9월 25일
  - 대한민국의 소설가 김성동
  - 소련의 역도선수 라파옐 치미시캰
- 9월 28일 - 미국의 래퍼 쿨리오
- 9월 29일
  - 대한민국의 정치인 고재일
  - 미국의 야구선수 엑토르 로페스
  - 네덜란드의 축구선수 로프 란스베르헌
  - 프랑스의 고고학자, 역사가 폴 벤
- 9월 30일 - 소련의 역도선수 유리 자이체프

### 10월
- 10월 1일 - 일본의 프로레슬러, 정치인 안토니오 이노키
- 10월 2일 - 미국의 영화배우 서신 리틀페더
- 10월 3일
  - 대한민국의 만화가 김정기
  - 루마니아의 펜싱선수 플로린 잘로미르
- 10월 4일
  - 대한민국의 정치인 김동길
  - 미국의 싱어송라이터 로레타 린
- 10월 7일
  - 미국의 영화배우 오스틴 스토커
  - 미국의 육상, 포환던지기선수 윌리엄 니더
  - 일본의 작곡가 이치야나기 토시
- 10월 8일 - 프랑스의 철학자 브뤼노 라투르
- 10월 10일
  - 미국의 가수 아니타 커
  - 대한민국의 군인 이희근
- 10월 11일 - 영국의 영화배우 앤절라 랜즈베리
- 10월 13일 - 미국의 야구선수 브루스 수터
- 10월 14일
  - 그리스의 태권도선수 알렉산드로스 니콜라이디스
  - 스코틀랜드의 영화배우 로비 콜트레인
  - 미국의 영화배우 테드 화이트
- 10월 16일
  - 대한민국의 정치인 이용희
  - 체코의 영화배우 요세프 소므르
- 10월 18일 - 대한민국의 만화가 박기정
- 10월 20일 - 미국의 영화배우 론 마삭
- 10월 21일
  - 일본의 축구선수 구도 마사토
  - 대한민국의 경제학자 정태인
  - 중화인민공화국의 정치인 쉬광춘
- 10월 22일
  - 대한민국의 목사 김기동
  - 오스트리아의 기업인 디트리히 마테시츠
- 10월 24일 - 미국의 영화배우 레슬리 조던
- 10월 25일
  - 대한민국의 노동운동가 김금수
  - 미국의 정치인 애슈턴 카터
  - 오스트레일리아의 정치인 토니 스트리트
- 10월 26일 - 프랑스의 추상화가 피에르 술라주
- 10월 28일 - 미국의 싱어송라이터 제리 리 루이스
- 10월 29일
  - 대한민국의 정치인 박실
  - 대한민국의 정치인 이춘섭
- 10월 30일
  - 대한민국의 정치인 김원웅
  - 대한민국의 치어리더 김유나
  - 대한민국의 배우 이지한
  - 대한민국의 배우 최종수
  - 미국의 미식축구선수 마이크 패닝

### 11월
- 11월 1일 - 미국의 래퍼 테이크오프
- 11월 2일 - 아르헨티나의 지휘자 아틸리오 스탐포네
- 11월 3일 - 미국의 영화감독, 영화배우 더글러스 맥그라스
- 11월 5일
  - 미국의 가수 에런 카터
  - 대한민국의 야구선수 홍순호
- 11월 6일 - 미국의 경제학자 에드워드 프레스콧
- 11월 7일
  - 대한민국의 광학자 이병호
  - 잉글랜드의 영화배우 레슬리 필립스
- 11월 8일 - 러시아의 정치인 빅토르 체르케소프
- 11월 9일
  - 중국의 작가 바오퉁
  - 대한민국의 가수 최성빈
  - 브라질의 가수 가우 코스타
  - 스페인의 만화가 카를로스 파체코
  - 대한민국의 육상선수 함기용
- 11월 10일 - 미국의 영화배우 케빈 콘로이
- 11월 11일
  - 일본의 야구선수 무라타 조지
  - 스웨덴의 배우 스벤베르틸 타우베
  - 미국의 영화배우 존 애니스톤
- 11월 12일 - 이란의 난민 메흐란 카리미 나세리
- 11월 14일
  - 대한민국의 법조인 윤관
  - 과들루프의 카리브인 장 필리프 오모툰드
  - 일본의 성우 야나다 키요유키
- 11월 15일 - 일본의 평론가 가세 히데아키
- 11월 17일 - 미국의 컴퓨터과학자 프레더릭 브룩스
- 11월 18일 - 캐나다의 영화배우 진 라포인티
- 11월 19일
  - 이탈리아의 음악가 니코 피덴코
  - 미국의 영화배우 제이슨 데이비드 프랭크
- 11월 20일 - 미국의 영화배우 믹키 컨
- 11월 21일 - 미국의 신학자 에드 패리시 샌더스
- 11월 22일
  - 이탈리아의 정치인 로베르토 마로니
  - 쿠바의 싱어송라이터 파블로 밀라네스
- 11월 24일
  - 독일의 작가 한스 마그누스 엔첸스베르거
  - 일본의 소설가 사가와 잇세이
  - 스웨덴의 아이스하키선수 뵈리에 살밍
  - 파키스탄의 영화배우 이스마일 타라
- 11월 25일
  - 대한민국의 목사 김선도
  - 미국의 싱어송라이터 아이린 카라
- 11월 26일
  - 포르투갈의 축구선수 페르난두 고메스
  - 벨라루스의 정치인 블라디미르 마케이
  - 미국의 영화감독 앨버트 피언
- 11월 27일 - 일본의 영화감독 최양일
- 11월 28일
  - 미국의 영화배우 클래런스 길리어드
  - 대한민국의 극작가 오태석
- 11월 29일 - 미국의 군인 히로시 미야무라
- 11월 30일
  - 중화인민공화국의 정치인 장쩌민
  - 뉴질랜드의 육상선수 머리 홀버그
  - 오스트리아의 영화배우 크리스티아네 회르비거

### 12월
- 12월 1일
  - 대한민국의 정치인 유재건
  - 미국의 야구선수 게일로드 페리
- 12월 2일
  - 일본의 축구선수 기쿠가와 요시오
  - 미국의 영화배우 알 스트뢰벨
  - 대한민국의 배우 염동헌
  - 대한민국의 정치인 최병렬
- 12월 4일
  - 대한민국의 바둑기사 권경언
  - 다게스탄 공화국의 제1대 대통령 마고메달리 마고메도프
- 12월 5일
  - 미국의 영화배우 커스티 앨리
  - 미국의 영화배우 테렌스 오하라
- 12월 6일 - 일본의 가수 미즈키 이치로
- 12월 8일
  - 대한민국의 사회기관단체인 노옥희
  - 일본의 영화감독 요시다 요시시게
- 12월 12일
  - 미국의 영화배우 스튜어트 마골린
  - 일본의 만화가 오타 고사쿠
  - 캐나다의 정치인 짐 카
- 12월 13일 - 미국의 야구선수 커트 시몬스
- 12월 16일
  - 대한민국의 배우 김성옥
  - 세르비아의 축구선수 시니샤 미하일로비치
  - 대한민국의 정치인 송영진
- 12월 18일
  - 이탈리아의 영화배우 다니엘라 조르다노
  - 이탈리아의 영화배우 란도 버잔카
  - 홍콩의 소설가 시시
  - 영국의 음악가 테리 홀
- 12월 21일 - 미국의 영화배우 다이안 맥베인
- 12월 22일
  - 대한민국의 기업인, 공무원 김백준
  - 대한민국의 번역가 천병희
- 12월 23일
  - 스페인의 축구감독 체추 로호
  - 대한민국의 만화가 이홍우
- 12월 24일
  - 대한민국의 모델 예학영
  - 이탈리아의 정치인 프란코 프라티니
- 12월 25일
  - 대한민국의 경제학자 변형윤
  - 대한민국의 소설가 조세희
- 12월 29일
  - 이탈리아의 영화감독 루제로 데오다토
  - 에스토니아의 정치인 에드가르 사비사르
  - 러시아의 작곡가 예두아르트 아르테미예프
  - 잉글랜드의 패션디자이너 비비안 웨스트우드
  - 브라질의 축구선수 펠레
- 12월 30일 - 미국의 언론인 바버라 월터스
- 12월 31일
  - 대한민국의 사진작가 김중만
  - 바티칸 시국의 제265대 가톨릭 교황 베네딕토 16세(1927~)

## 노벨상
- 물리학상 - 아스페 / 클라우저 / 차일링거
- 화학상 - 배리 샤플리스 / 캐럴린 버토지 / 모르덴 멜달
- 생리의학상 - 스반테 페보
- 문학상 - 아니 에르노
- 평화상 - 알레스 비알리아츠키 / 메모리얼(러시아 인권단체) / 시민자유센터(우크라이나 인권단체)
- 경제학상 - 버냉키 / 더글러스 다이아몬드 / 필립 디비그

## 달력
| 1월 |    |    |    |    |    |    |
| 일  | 월 | 화 | 수 | 목 | 금 | 토 |
|     |    |    |    |    |    | 1  |
| 2   | 3  | 4  | 5  | 6  | 7  | 8  |
| 9   | 10 | 11 | 12 | 13 | 14 | 15 |
| 16  | 17 | 18 | 19 | 20 | 21 | 22 |
| 23  | 24 | 25 | 26 | 27 | 28 | 29 |
| 30  | 31 |    |    |    |    |    |

| 2월 |    |    |    |    |    |    |
| 일  | 월 | 화 | 수 | 목 | 금 | 토 |
|     |    | 1  | 2  | 3  | 4  | 5  |
| 6   | 7  | 8  | 9  | 10 | 11 | 12 |
| 13  | 14 | 15 | 16 | 17 | 18 | 19 |
| 20  | 21 | 22 | 23 | 24 | 25 | 26 |
| 27  | 28 |    |    |    |    |    |

| 3월 |    |    |    |    |    |    |
| 일  | 월 | 화 | 수 | 목 | 금 | 토 |
|     |    | 1  | 2  | 3  | 4  | 5  |
| 6   | 7  | 8  | 9  | 10 | 11 | 12 |
| 13  | 14 | 15 | 16 | 17 | 18 | 19 |
| 20  | 21 | 22 | 23 | 24 | 25 | 26 |
| 27  | 28 | 29 | 30 | 31 |    |    |

| 4월 |    |    |    |    |    |    |
| 일  | 월 | 화 | 수 | 목 | 금 | 토 |
|     |    |    |    |    | 1  | 2  |
| 3   | 4  | 5  | 6  | 7  | 8  | 9  |
| 10  | 11 | 12 | 13 | 14 | 15 | 16 |
| 17  | 18 | 19 | 20 | 21 | 22 | 23 |
| 24  | 25 | 26 | 27 | 28 | 29 | 30 |

| 5월 |    |    |    |    |    |    |
| 일  | 월 | 화 | 수 | 목 | 금 | 토 |
| 1   | 2  | 3  | 4  | 5  | 6  | 7  |
| 8   | 9  | 10 | 11 | 12 | 13 | 14 |
| 15  | 16 | 17 | 18 | 19 | 20 | 21 |
| 22  | 23 | 24 | 25 | 26 | 27 | 28 |
| 29  | 30 | 31 |    |    |    |    |

| 6월 |    |    |    |    |    |    |
| 일  | 월 | 화 | 수 | 목 | 금 | 토 |
|     |    |    | 1  | 2  | 3  | 4  |
| 5   | 6  | 7  | 8  | 9  | 10 | 11 |
| 12  | 13 | 14 | 15 | 16 | 17 | 18 |
| 19  | 20 | 21 | 22 | 23 | 24 | 25 |
| 26  | 27 | 28 | 29 | 30 |    |    |

| 7월 |    |    |    |    |    |    |
| 일  | 월 | 화 | 수 | 목 | 금 | 토 |
|     |    |    |    |    | 1  | 2  |
| 3   | 4  | 5  | 6  | 7  | 8  | 9  |
| 10  | 11 | 12 | 13 | 14 | 15 | 16 |
| 17  | 18 | 19 | 20 | 21 | 22 | 23 |
| 24  | 25 | 26 | 27 | 28 | 29 | 30 |
| 31  |    |    |    |    |    |    |

| 8월 |    |    |    |    |    |    |
| 일  | 월 | 화 | 수 | 목 | 금 | 토 |
|     | 1  | 2  | 3  | 4  | 5  | 6  |
| 7   | 8  | 9  | 10 | 11 | 12 | 13 |
| 14  | 15 | 16 | 17 | 18 | 19 | 20 |
| 21  | 22 | 23 | 24 | 25 | 26 | 27 |
| 28  | 29 | 30 | 31 |    |    |    |

| 9월 |    |    |    |    |    |    |
| 일  | 월 | 화 | 수 | 목 | 금 | 토 |
|     |    |    |    | 1  | 2  | 3  |
| 4   | 5  | 6  | 7  | 8  | 9  | 10 |
| 11  | 12 | 13 | 14 | 15 | 16 | 17 |
| 18  | 19 | 20 | 21 | 22 | 23 | 24 |
| 25  | 26 | 27 | 28 | 29 | 30 |    |

| 10월 |    |    |    |    |    |    |
| 일   | 월 | 화 | 수 | 목 | 금 | 토 |
|      |    |    |    |    |    | 1  |
| 2    | 3  | 4  | 5  | 6  | 7  | 8  |
| 9    | 10 | 11 | 12 | 13 | 14 | 15 |
| 16   | 17 | 18 | 19 | 20 | 21 | 22 |
| 23   | 24 | 25 | 26 | 27 | 28 | 29 |
| 30   | 31 |    |    |    |    |    |

| 11월 |    |    |    |    |    |    |
| 일   | 월 | 화 | 수 | 목 | 금 | 토 |
|      |    | 1  | 2  | 3  | 4  | 5  |
| 6    | 7  | 8  | 9  | 10 | 11 | 12 |
| 13   | 14 | 15 | 16 | 17 | 18 | 19 |
| 20   | 21 | 22 | 23 | 24 | 25 | 26 |
| 27   | 28 | 29 | 30 |    |    |    |

| 12월 |    |    |    |    |    |    |
| 일   | 월 | 화 | 수 | 목 | 금 | 토 |
|      |    |    |    | 1  | 2  | 3  |
| 4    | 5  | 6  | 7  | 8  | 9  | 10 |
| 11   | 12 | 13 | 14 | 15 | 16 | 17 |
| 18   | 19 | 20 | 21 | 22 | 23 | 24 |
| 25   | 26 | 27 | 28 | 29 | 30 | 31 |

### 음양력 대조 일람
| 음력월 | 월건 | 대소 | 음력 1일의 양력 월일 | 음력 1일 간지 |
| ------ | ---- | ---- | -------------------- | ------------- |
| 1월    | 임인 | 대   | 2월 1일              | 을유          |
| 2월    | 계묘 | 소   | 3월 3일              | 을묘          |
| 3월    | 갑진 | 대   | 4월 1일              | 갑신          |
| 4월    | 을사 | 소   | 5월 1일              | 갑인          |
| 5월    | 병오 | 대   | 5월 30일             | 계미          |
| 6월    | 정미 | 대   | 6월 29일             | 계축          |
| 7월    | 무신 | 소   | 7월 29일             | 계미          |
| 8월    | 기유 | 대   | 8월 27일             | 임자          |
| 9월    | 경술 | 소   | 9월 26일             | 임오          |
| 10월   | 신해 | 대   | 10월 25일            | 신해          |
| 11월   | 임자 | 소   | 11월 24일            | 신사          |
| 12월   | 계축 | 대   | 12월 23일            | 경술          |

### 연휴
- 1월 29일 (토) ~ 2월 2일 (수) - 설날 연휴 (5일)
- 2월 26일 (토) ~ 3월 1일 (화) - 삼일절 징검다리 연휴 (4일)
- 5월 5일 (목) ~ 5월 8일 (일) - 어린이날·부처님오신날 징검다리 연휴 (4일)
- 6월 1일 (수) ~ 6월 6일 (월) - 제8회 지방선거·현충일 황금연휴 (6일)
- 8월 13일 (토) ~ 8월 15일 (월) - 광복절 연휴 (3일)
- 9월 9일 (금) ~ 9월 12일 (월) - 추석 연휴 (4일)
- 10월 1일 (토) ~ 10월 3일 (월) - 개천절 연휴 (3일)
- 10월 8일 (토) ~ 10월 10일 (월) - 한글날 연휴 (3일)